# Liste des voies de Lille
Ceci est une liste des voies publiques de Lille, et de celles de ses communes associées de Lomme et Hellemmes, citées avec la mention « (Lomme) » ou « (Hellemmes) » sous leur dénomination actuelle.
Certaines dénominations de voie apparaissent de façon identiques ou quasi identiques plusieurs fois à Lille, ayant pu être données à la fois à des rues de Lille, Lomme et/ou Hellemmes avant les associations de communes (1977 pour Hellemmes et 2000 pour Lomme).
Pour les anciens noms et ceux des voies disparues, voir liste des anciens noms de voies de Lille.
- Haut – A
- B
- C
- D
- E
- F
- G
- H
- I
- J
- K
- L
- M
- N
- O
- P
- Q
- R
- S
- T
- U
- V
- W
- X
- Y
- Z
- 0-9

## A
- rue de l'Abbé-Aerts
- rue de l'Abbé-Bonpain
- rue de l'Abbé-Cousin
- rue de l'Abbé-six (Hellemmes)
- rue Abélard
- allée des Acacias (Lomme)
- impasse des Acacias (Hellemmes)
- rue Adèle-Duriez
- rue Adolphe
- rue Adolphe-Defrenne (Lomme)
- rue Adolphe-Casse
- avenue Adolphe-Max
- rue des Adonides
- rue d'Aguesseau
- rue Alain-de-Lille
- rue Albéric-Mascret (Lomme)
- avenue Albert
- rue Albert-Camus
- rue Albert-Camus (Lomme)
- rue Albert-Deberdt (Lomme)
- rue Albert-Einstein (Lomme)
- rue Albert-Muylaert (Lomme)
- allée Albert-Samain (Hellemmes)
- rue Albert-Samain
- square Albert-Samain
- place Albert-Thomas
- rue Albert-Thomas (Lomme)
- rue Albert-Thomas (Hellemmes)
- rue de l'Alcazar
- rue d'Alembert
- rue Alexandra-David-Nell
- rue Alexandre-Danset
- rue Alexandre-Desrousseaux
- rue Alexandre-Desrousseaux (Lomme)
- place Alexandre-Dumas
- rue Alexandre-Leleux
- rue Alexandre-Ribot
- rue Alfred-Delattre (Hellemmes)
- rue Alfred-de-Musset
- rue Alfred-de-Musset (Lomme)
- rue Alfred-de-Vigny
- rue Alfred-Isaac
- rue Alfred-Naquet
- rue d'Alger
- rue Allard-Dugauquier
- petite rue de l'Alma
- rue de l'Alma
- passage des Alouettes
- rue Alphonse Colas
- rue Alphonse-Leroy
- rue Alphonse-Mercier
- boulevard d'Alsace
- rue Ambroise-Paré
- rue Ambroise-Paré (Lomme)
- rue Ambroise-Thomas
- rue de l'Amidonnerie
- rue d'Amiens
- rue de l'Amiral-Courbet
- rue Anatole-de-la-Forge
- rue Anatole-France
- rue Anatole-France (Hellemmes)
- rue Anatole-France (Lomme)
- rue de l'Ancienne-balaterie (Lomme)
- rue de l'Ancolie
- rue André-Ampère (Lomme)
- rue André-Ballet
- allée André-Carton
- rue André-Chenier
- rue André-Gide
- rue André-Thoor (Lomme)
- rue André-Verhaege
- rue André-Wallaert
- rue Anne-Delavaux (Lomme)
- rue d'Angleterre
- rue d'Antin
- rue Antoine-Joseph Lernould (Lomme)
- rue Antoine-Laurent Lavoisier (Hellemmes)
- allée Antoine Watteau (Hellemmes)
- place Arago
- rue Arago
- place de l'Arbonnoise
- rue de l'Arbrisseau
- rue de l'Arc
- allée de l'Archerie
- rue des Archers
- avenue de l'Architecte Louis Cordonnier
- rue des Archives
- place des Archives
- rue d'Arcole
- square de l'Argilière
- rue Aristide-Briand
- rue Aristote
- allée Arlette-Gruss
- rue Armand-Barbès
- rue Armand-Carrel
- rue d'Armentières
- rue Arnould-de-Vuez
- rue d'Arras
- rue d'Arsonval
- rue d'Artagnan
- avenue Arthur-Notebart (Lomme)
- rue d'Artois
- rue des Arts
- rue de l'Asie
- rue Assia-Djebar
- rue des Ateliers
- rue des Ateliers SNCF (Hellemmes)
- rue d'Ath
- rue d'Athènes
- rue des Aubépines (Hellemmes)
- rue Auber
- rue Augereau
- rue Auguste-Angellier
- rue Auguste-Bonte
- rue Auguste-Bonte (Lomme)
- rue Auguste-Comte
- rue Auguste-Lamy (Lomme)
- rue Auguste-Mourcou
- rue Auguste-Renoir
- rue Auguste-Renoir (Lomme)
- rue Augustin-Drapiez
- place Augustin-Laurent
- rue des Augustins
- rue des Aulnes (Lomme)
- rue d'Austerlitz
- rue d'Avesnes

- Haut – A
- B
- C
- D
- E
- F
- G
- H
- I
- J
- K
- L
- M
- N
- O
- P
- Q
- R
- S
- T
- U
- V
- W
- X
- Y
- Z
- 0-9

## B
- rue Babeuf
- rue Bacon
- rue Baggio
- rue de la Baignerie
- rue de Bailleul
- rue du Ballon
- chemin du Ballot (Lomme)
- rue de la Baltique
- rue Balzac
- rue de Bapaume
- rue Baptiste-Monnoyer
- rue Barberousse
- rue du Barbier-Maes
- impasse Barge (Hellemmes)
- rue Barni
- rue Barraby (Lomme)
- rue de la Barre
- rue Barthélémy-Delespaul
- place Barthélémy-Dorez
- rue Bartholomé-Masurel
- rue de la Bascule
- rue du Bas-Jardin
- rue du Bas-Liévin
- rue Basse
- rue Basselart (Hellemmes)
- rue du Bastion-du-Meunier
- rue du Bastion-Saint-André
- rue des Bateliers
- rue Baudelaire
- rue Baudin
- rue Baudon
- rue de Bavay
- rue Balard
- chemin du Bazinghien
- rue du Bazinghien
- rue Beaucourt-Decourchelle
- place Beaulieu (Lomme)
- rue Beaumarchais
- impasse Becker (Lomme)
- rue Becker (Lomme)
- rue du Becquerel
- chemin Bécu (Hellemmes)
- avenue Beethoven
- rue du Béguinage
- rue du Bel-Air
- boulevard de Belfort
- rue de Belle-Vue
- rue Benvignat
- rue Béranger
- impasse des Berberis (Hellemmes)
- rue de Bergues
- square de Berlin
- rue Berlioz
- rue Bernard-Palissy
- rue Bernos
- rue Berthe-Morisot
- rue Berthelot
- rue Bertholet (Lomme)
- rue Berthollet
- place de Béthune
- rue de Béthune
- rue Bichat
- boulevard Bigo-Danel
- rue Bir-Hakeim (Lomme)
- rue Blaise-Pascal (Lomme)
- rue Blanche
- rue des Blanchisseurs (Lomme)
- rue Blanqui
- impasse Blériot
- rue Blériot (Hellemmes)
- rue du Bleu-Mouton
- Place aux Bleuets
- rue Bobillot
- rue Bobillot (Hellemmes)
- rue Bocquillon (Lomme)
- rue Bohin
- rue Boileau (Lomme)
- rue Boileux
- rue du Bois
- rue des Bois-Blancs
- rue du Bois-d'Annappes
- rue Boissy-d'Anglas
- rue Boldoduc
- rue de Bone
- rue des Bonnes-Rappes
- rue des Bons-Enfants
- rue Bonte-Pollet
- rue de Bordeaux
- rue Bosquet
- rue Bossuet
- rue Bossuet (Lomme)
- rue Boucher-de-Perthes
- rue des Bouchers
- rue Bouguereau
- rue des Bouleaux (Lomme)
- rue de Boulogne
- rue de Bourgogne
- rue Bourignon
- impasse Bourjembois
- rue Bourjembois
- rue de la Bourse
- rue de Bouvines
- allée Bracke-Desrousseaux (Hellemmes)
- rue Branly
- rue Brasseur
- avenue de Bretagne
- avenue de Bretagne (Lomme)
- place de Bretagne
- rue des Brigittines
- rue de Brigode
- rue de la Briquèterie
- rue Broca
- place du Broquelet
- chemin des Broutteux
- rue Bruant-des-Roseaux
- rue Brûle-Maison
- rue de Bruxelles
- rue Buffon
- place des Buisses
- rue des Buisses
- rue du Buisson
- impasse des Buissons (Hellemmes)
- avenue Butin
- impasse Buysse

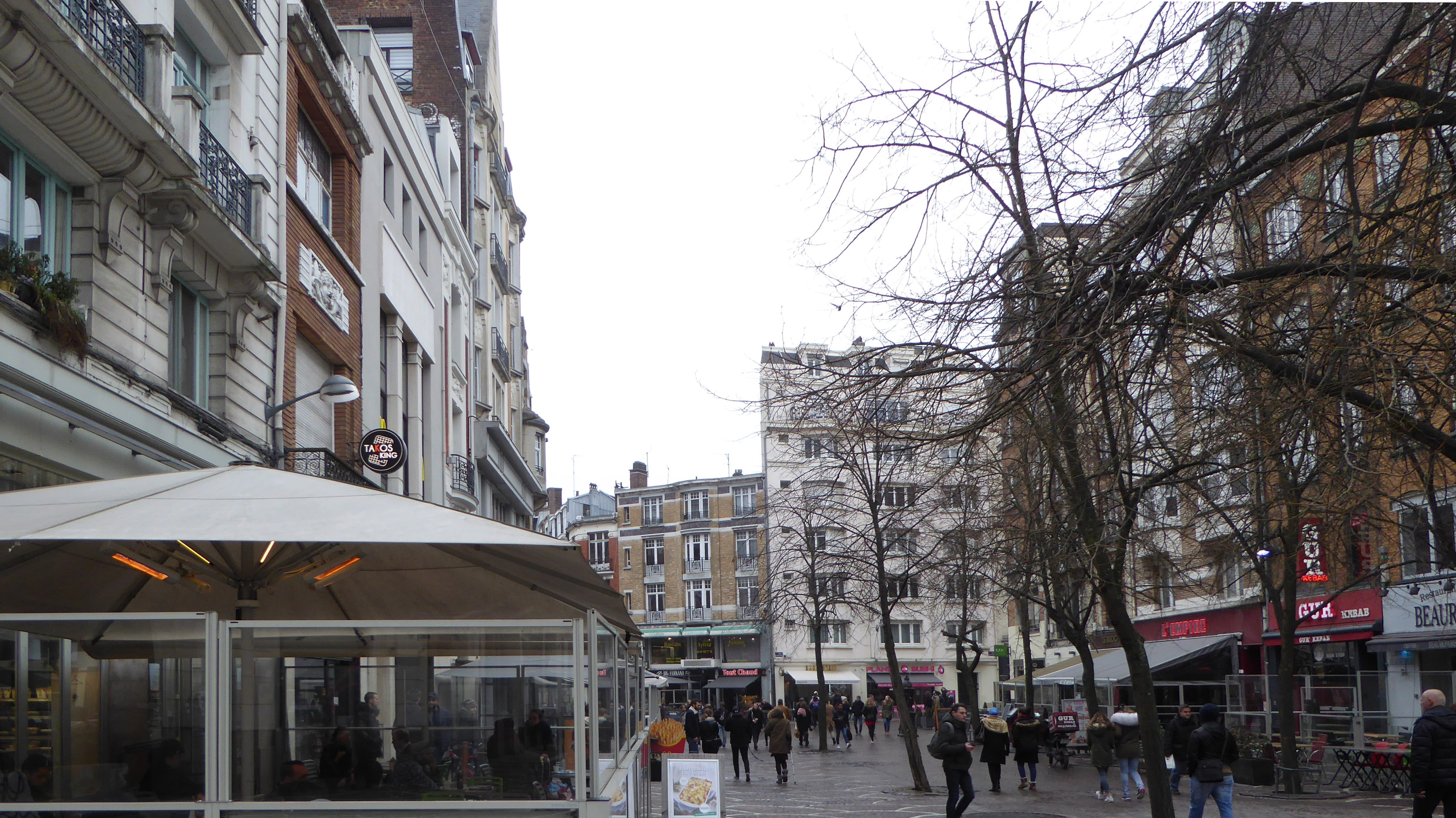
Place de Béthune

- Haut – A
- B
- C
- D
- E
- F
- G
- H
- I
- J
- K
- L
- M
- N
- O
- P
- Q
- R
- S
- T
- U
- V
- W
- X
- Y
- Z
- 0-9

## C
- rue Cabanis
- rue de Calais
- rue du Calvaire
- rue Calvin
- rue de Cambrai
- rue Camille-Claudel
- rue Camille-Desmoulins
- rue Camille-Desmoulins (Hellemmes)
- rue Camille-Guérin
- rue de Cannes
- rue des Canonniers
- rue de Canteleu
- impasse des Canuts (Lomme)
- rue du Capitaine-Ferber
- rue du Capitaine-Michel
- place du Carnaval
- boulevard Carnot (voir aussi Grand Boulevard)
- allée Carolus
- rue Carpeaux
- rue de la Caserne-Saint-Ruth
- rue Casimir-Delavigne
- place Casquette
- rue de Cassel
- rue Cassini
- rue Castel
- rue des Castiglione
- rue Catel-Béghin
- allée Catherine-Chamuzard
- rue des Catiches
- place Catinat
- rue Cauchy
- rue Caumartin
- rue Caventou
- rue des Célestines
- rue de la Cense-aux-blés
- rue Cervantès
- rue César-Franck
- allée des Chalands
- rue Chambauduit (Lomme)
- rue de la Chambre-des-Comptes
- rue Championnet
- rue Champollion
- allée Chanteloup
- rue Chanzy (Hellemmes)
- rue Chaplin
- rue Chappe
- impasse des Chardons (Hellemmes)
- rue Charles-de-Foucauld
- rue Charles-de-Muyssart
- rue Charles-Debierre
- rue Charles-Delesalle
- rue Charles-Fourier (Lomme)
- rue Charles-Gide (Hellemmes)
- rue Charles-Gide (Lomme)
- rue Charles-Manso
- rue Charles-Peguy
- rue Charles-Pranard
- rue Charles-Quint
- avenue Charles-Saint-Venant
- rue Charles-Saint-Venant (Hellemmes)
- rue Charles-Saint-Venant (Lomme)
- place des Chasseurs-de-Driant
- allée de la Châtaigneraie (Hellemmes)
- rue du Château
- rue du Château-d'Isenghien (Lomme)
- rue Chateaubriand
- rue de Châteaudun
- rue des Chats-Bossus
- rue de la Chaude-Rivière
- rue du Chaufour
- rue du Chemin-de-Fer
- rue du Chemin-noir (Lomme)
- rue du Chemin-Saint-Martin (Lomme)
- allée du Chemin-Vert
- rue du Chemin-vert (Hellemmes)
- rue du Cheminot-Coquelin
- rue du Chevalier-de-la-Barre (Hellemmes)
- chemin de Chevalier-de-l'Espinard
- rue du Chevalier-de-l'Espinard
- rue du Chevalier-Français
- rue du Chevalier-Guignette
- quai des Chevillards
- rue Chevreul
- rue Chrétien (Lomme)
- rue Christophe-Colomb
- rue du Cirque
- pont de la Citadelle
- quai de la Citadelle
- passage de la Cité
- rue de la Cité
- boulevard des Cités-Unies
- rue à Claques
- rue Claude-Bernard
- rue Claude-Debussy
- rue Claude-Lorrain
- rue de la Clef
- rue des Clématites
- place Clément-Ader
- rue Clément-Ader
- rue Clément Marot (Lomme)
- allée Clémentine-Deman
- rue du Clos-du-Moulin (Lomme)
- impasse du Clos-Ferrer
- rue Clovis-Hugues
- rue du Cœur-joyeux (Lomme)
- allée Coignet
- rue Colbert
- rue Colbrant
- rue Colette
- rue Colette (Lomme)
- place Colette-Besson
- rue Coli
- rue du Collège (Lomme)
- rue de la Collégiale
- chemin de la Collose
- rue de Colmar
- rue de Cologne
- rue Colson
- voie des Combattants
- rue du Commandant-Bayart
- rue du Commerce
- rue de la Communauté
- rue Comtesse
- place du Concert
- rue de la Concorde
- rue de la Concorde (Hellemmes)
- rue de Condé
- allée Condorcet (Hellemmes)
- passage Condorcet
- rue Condorcet
- rue Condorcet (Lomme)
- rue de Constantine
- impasse Convain
- rue de la Convention
- parvis de Copenhague
- rue Copernic
- rue des Coquelicots
- rue Coquerez
- rue Corbet
- place Cormontaigne
- rue Corneille
- rue Corneille (Lomme)
- chemin de la Cotonnière
- rue de Coulmiers
- rue Courmont
- rue du Court-Debout
- rue Courtois
- rue de Courtrai
- rue Coustou
- impasse des Couvreurs (Hellemmes)
- jardin de Craie
- sentier Crespel (Lomme)
- rue Crespel-Tilloy
- rue de Crimée
- parvis de Croix
- rue de la Croix-de-pierre (Lomme)
- rue de Cronstadt
- rue du Croquet
- sentier du Curé (Hellemmes)
- rue du Curé-Saint-Étienne
- avenue Cuvier

- Haut – A
- B
- C
- D
- E
- F
- G
- H
- I
- J
- K
- L
- M
- N
- O
- P
- Q
- R
- S
- T
- U
- V
- W
- X
- Y
- Z
- 0-9

## D
- rue Daguerre
- rue Daniel-Mayer (Lomme)
- rue Danton
- rue Danton (Hellemmes)
- rue Danton (Lomme)
- impasse Darche
- rue Darwin
- square Daubenton
- rue Daumier
- rue David-d'Angers
- rue Davy
- rue de Tourville
- rue des Débris-Saint-Étienne
- rue Decarnin
- impasse Defaut
- boulevard des Défenseurs-de-Lille
- rue Degland
- pavillon Degoul
- rue Delannoy (Lomme)
- rue Delcroix
- rue Delemazure (Hellemmes)
- rue Deleplanque
- rue Delesalle (Hellemmes)
- rue Delezenne
- place Déliot
- avenue de la Délivrance (Lomme)
- rue Delphin-Petit
- rue Delvau
- place Delvoye (Lomme)
- passage de la Demi-Lune
- place Demory (Lomme)
- rue Denfert-Rochereau
- avenue Denis-Cordonnier
- rue Denis-Cordonnier (Hellemmes)
- rue Denis-Diderot (Lomme)
- rue Denis-du-Péage
- rue Denis-Godefroy
- boulevard Denis-Papin
- rue Denis-Papin
- rue Denis-Papin (Hellemmes)
- rue Denis-Papin (Lomme)
- rue des Déportés
- rue Desaix
- rue Desaugiers
- rue Desaugiers (Hellemmes)
- rue Descartes
- rue Deschodt
- rue Désiré-Bondues
- place Désiré-Bouchée
- rue Désiré-Therby (Hellemmes)
- rue Désiré-Verhaeghe
- rue Desmazières
- rue Desruelles (Lomme)
- rue Destailleurs
- rue Destombes (Lomme)
- rue Détournée
- rue des Deux-Epées
- passerelle des Deux-Gares
- allée Dewas (Hellemmes)
- impasse Dewas
- impasse Dewolf
- rue Diderot
- rue de Dieppe
- rue du Dieu-de-Marcq
- rue de la Digue
- boulevard du Docteur-Calmette
- rue du Docteur-Calmette (Hellemmes)
- rue du Docteur-Huart (Hellemmes)
- rue du Docteur-Lepan (Lomme)
- rue du Docteur-Menard (Lomme)
- rue du Docteur-Roux (Hellemmes)
- rue du Docteur-Schweitzer
- rue du Docteur-Verhaeghe (Hellemmes)
- rue du Docteur-Yersin
- rue des Dondaines
- allée du Donjon
- rue des Doradilles
- avenue Dorchies
- rue Dordin (Hellemmes)
- rue de Douai
- rue Doudin
- rue de la Drève (Lomme)
- rue Druelle
- rue du Bellay (Lomme)
- rue Dubois (Hellemmes)
- rue Dubrunfaut
- rue Ducornet
- rue Ducourouble
- rue Duguesclin
- rue Duhem
- rue Dumont-d'Urville
- avenue de Dunkerque
- avenue de Dunkerque (Lomme)
- rue Dupetit-Thouars
- rue Dupleix
- rue Dupleix (Hellemmes)
- rue Dupuytren
- avenue Duray
- rue Durnerin
- square Dutilleul

- Haut – A
- B
- C
- D
- E
- F
- G
- H
- I
- J
- K
- L
- M
- N
- O
- P
- Q
- R
- S
- T
- U
- V
- W
- X
- Y
- Z
- 0-9

## E
- cour à l'Eau
- rue des Eaux
- rue de l'École
- rue de l'École-Saint-Louis
- rue des Écoles (Hellemmes)
- rue des Écoles (Lomme)
- rue Edgar-Degas (Lomme)
- rue Edgar-Quinet
- place Édith-Cavell
- rue Édith-Piaf
- rue Edmond-Bailleux
- place Edmond-Dompsin (Lomme)
- passerelle Edmond-Ory
- rue Édouard-Delesalle
- rue Édouard-Doyennette
- rue Édouard-Herriot
- rue Édouard-Lalo
- square Édouard-Lalo
- rue Edouard-Manet (Lomme)
- rue Édouard-Vaillant
- rue Edouard-Vaillant (Hellemmes)
- rue de l'Égalité (Lomme)
- impasse des Églantiers (Hellemmes)
- rue de l'Église-Saint-Louis
- rue Einstein
- rue Élie-Petitprez
- rue Elsa-Triolet
- rue Émile-Borel
- rue Émile-Desmet
- boulevard Émile-Dubuisson
- rue Émile-Laine
- rue Émile-Rouze
- rue Émile-Vandenbergh
- avenue Émile-Zola
- rue Émile-Zola (Hellemmes)
- rue Émile-Zola (Lomme)
- rue d'Emmerin
- rue d'Ennetières
- rue de l'Entrepôt
- rue de l'Épi-de-Soil
- square de l'Épi-de-Soil
- rue d'Épinal
- boulevard de l'Épine (Hellemmes)
- rue de l'Epinette
- allée des Érables (Lomme)
- place des Érables
- place Érasme-de-Rotterdam (Lomme)
- pont d'Erfurt
- square de l'Ermitage
- rue Ernest-Betourne
- rue Ernest-Couteaux
- rue Ernest-Couteaux (Lomme)
- rue Ernest-Deconynck
- rue Ernest-Loyer (Lomme)
- rue Ernest-Mayer
- rue Ernest-Wallart (Lomme)
- place de l'Escaut
- rue de l'Escaut
- rue d'Esch-sur-Alzette
- square d'Espagne
- rue de l'Esperance
- Façade de l'Esplanade
- rue  d'Esquermes
- rue Esquermoise
- rue Etienne-Dolet
- rue Eugène-Delacroix
- rue Eugène-Dereuse (Lomme)
- rue Eugène-Descamps (Lomme)
- boulevard Eugène-Duthoit
- rue Eugène-Imbert-de-la-Phalecque (Lomme)
- rue Eugène-Jacquet
- avenue Eugène-Varlin
- rue Eugène-Varlin (Lomme)
- rue Eugène-Vermersch
- rue Euler
- avenue de l'Europe (Lomme)
- place de l'Europe
- rue de l'Europe
- rue d'Eylau

- Haut – A
- B
- C
- D
- E
- F
- G
- H
- I
- J
- K
- L
- M
- N
- O
- P
- Q
- R
- S
- T
- U
- V
- W
- X
- Y
- Z
- 0-9

## F
- rue Fabricy
- rue Faidherbe
- rue Faidherbe (Hellemmes)
- placette de la Faïencerie-de-Bruyn
- rue du Faisan
- rue Faraday
- rue du Faubourg-d'Arras
- rue du Faubourg-de-Béthune
- rue du Faubourg-de-Douai
- rue du Faubourg-de-Roubaix
- rue du Faubourg-des-Postes
- rue du Faubourg-Notre-Dame
- Rue Fémy
- rue Fénelon
- rue Fénelon (Hellemmes)
- rue Fénelon (Lomme)
- rue Ferdinand-Buisson (Hellemmes)
- rue Ferdinand-Mathias (Hellemmes)
- rue Fermat
- rue Fernand-Guilbert (Lomme)
- place Fernig
- rue Ferrer (Hellemmes)
- rue Feutry
- rue à Fiens
- allée de la Filature
- rue de la Filature (Hellemmes)
- rue de Filbertville
- allée des Fileuses (Hellemmes)
- rue de Finlande
- pont de Fives
- rue Flamen
- rue de Flandre
- pont de Flandres
- rue du Flaquet (Lomme)
- impasse Flavigny (Hellemmes)
- rue Fleming
- rue de Flers
- rue de Fleurus
- rue Flora-Tristan
- avenue Foch
- passage Fontaine-del-Saulx
- rue Fontaine-del-Saulx
- rue Fontenelle
- rue de Fontenoy
- rue des Forgerons  (Hellemmes)
- rue du Fort-Debout (Lomme)
- allée du Fort-Saint-Agnès
- rue des Fortifications
- rue des Fossés
- rue des Fougères
- rue du Four-à-Chaux
- pont à Fourchons
- rue Fourier
- rue Fourmentel
- chemin du Fraisier (Lomme)
- rue Francis-de-Pressencé
- rue Francisco-Ferrer
- rue François-Coppée
- place François-Marcq (Lomme)
- rue François-Millet
- place François-Mitterrand
- rue François-Villon (Lomme)
- rue François-Joseph-Deroullers (Lomme)
- rue François-Joseph-Nollet (Lomme)
- rue Françoise-Cachin
- rue Françoise-Giroud
- rue Franklin
- rue Franklin (Lomme)
- rue de la Fraternité (Lomme)
- square Frédéric-Chopin
- rue Frédéric-Combemale
- rue Frédéric-Joliot-Curie
- rue Frédéric-Mottez
- rue Fremaux (Lomme)
- rue Frémy
- rue des Frères-Lumière
- rue des Frères-Lumière (Lomme)
- rue des Frères-Vaillant
- rue de Friedland
- rue Froissart
- rue Fulton
- carrière de la Funquée
- rue des Fusillés (Lomme)

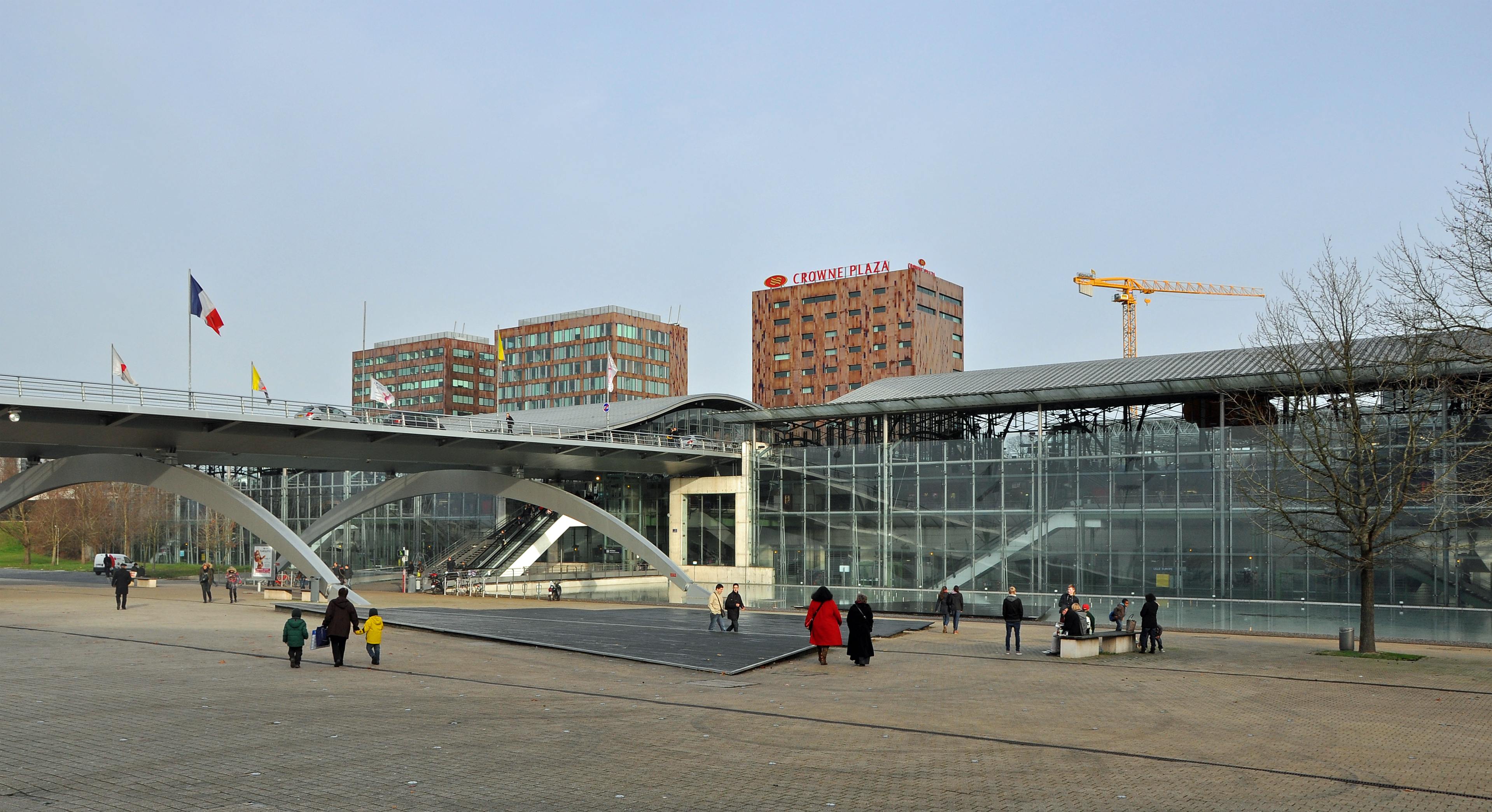
Place François-Mitterrand

- Haut – A
- B
- C
- D
- E
- F
- G
- H
- I
- J
- K
- L
- M
- N
- O
- P
- Q
- R
- S
- T
- U
- V
- W
- X
- Y
- Z
- 0-9

## G
- rue de la Gaieté
- rue Galilée
- rue Galilée (Lomme)
- rue Gallieni
- rue Gallieni (Lomme)
- place de Gand
- porte de Gand
- rue de Gand
- rue Gandhi
- rue Gantois
- place du Gard
- rue du Gard
- place de la Gare
- place de la Gare (Lomme)
- rue de la Gare (Lomme)
- place de la Gare-d'Eau
- rue Garibaldi
- place de la Garonne
- rue de la Garonne
- rue Gassendi
- avenue Gaston-Berger
- allée Gaston-Debondue (Hellemmes)
- rue Gauthier-de-Châtillon
- passerelle Gavarni
- rue Gavarni
- rue Gay-Lussac
- rue de la Gendarmerie
- rue du Général-Anne-de-la-Bourdonnaye
- place du Général-de-Gaulle (Grand'Place)
- rue du Général-de-Wett
- rue des Genêts
- place Genevières
- place Gentil-Muiron
- rue Geoffroy-Saint-Hilaire
- allée George-Sand
- rue Georges-Bizet
- rue Georges-Clémenceau
- rue Georges-Clémenceau (Lomme)
- rue Georges-Courteline
- rue Georges-Danton
- rue Georges-Lefebvre
- place Georges-Lyon
- rue Georges-Maertens
- rue Georges-Mandel
- rue Germain-Pilon
- quai Géry-Legrand
- rue de Geyter
- place Gilleson
- rue Giraud (Lomme)
- rue des Girondins
- rue de la Glacière
- rue des Glycines
- rue Gobin
- rue Godefroy-Cavaignac
- rue Goethe (Lomme)
- rue Gombert
- rue Gosselet
- rue Gosselin
- rue Goubet (Lomme)
- rue Gounod
- rue du Grand-But (Lomme)
- rue de la Grande-Brasserie
- rue de la Grande-Chaussée
- rue Greuze
- rue des Grimarets
- rue du Gros-Gérard
- impasse Grotard (Hellemmes)
- impasse Gruelle
- rue du Guet
- rue Guillaume-Apollinaire
- rue Guillaume-Tell
- rue Guillaume-Tell (Lomme)
- rue Guillaume-Werniers
- rue de la Guinguette (Hellemmes)
- rue Gustave-Courbet
- rue Gustave-Delory
- rue Gustave-Delory (Lomme)
- rue Gustave-Engrand (Hellemmes)
- rue Gustave-Hennion (Lomme)
- rue Gustave-Jolivet (Lomme)
- rue Gustave-Joncquet
- rue Gustave-Nadaud
- rue Gustave-Testelin
- rue Gutenberg
- rue Gutenberg (Lomme)
- place Guy-de-Dampierre
- rue Guy-de-Maupassant
- parvis Guy-Debeyre
- allée Guynemer
- rue Guynemer (Lomme)

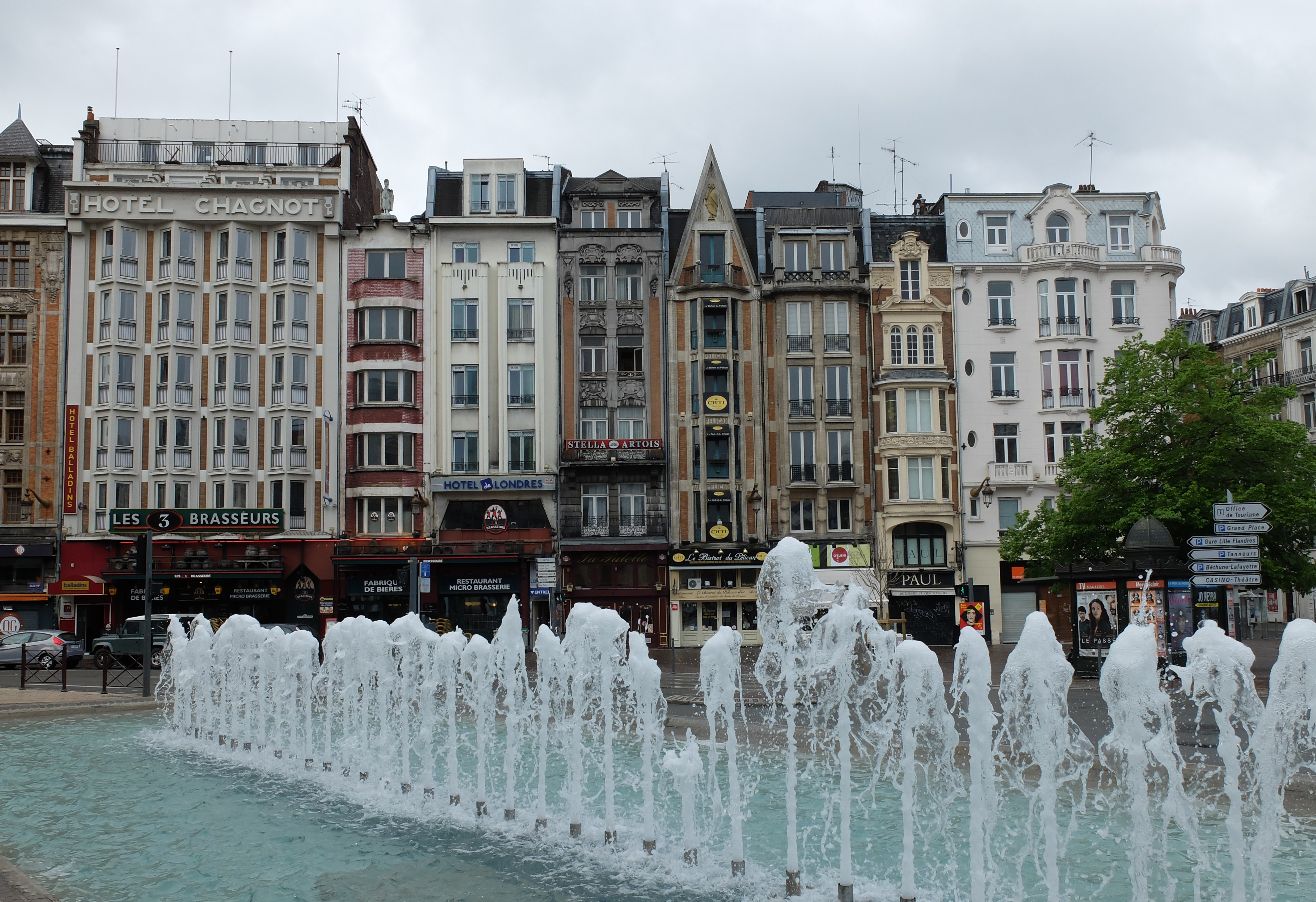
Place de la Gare à Lille
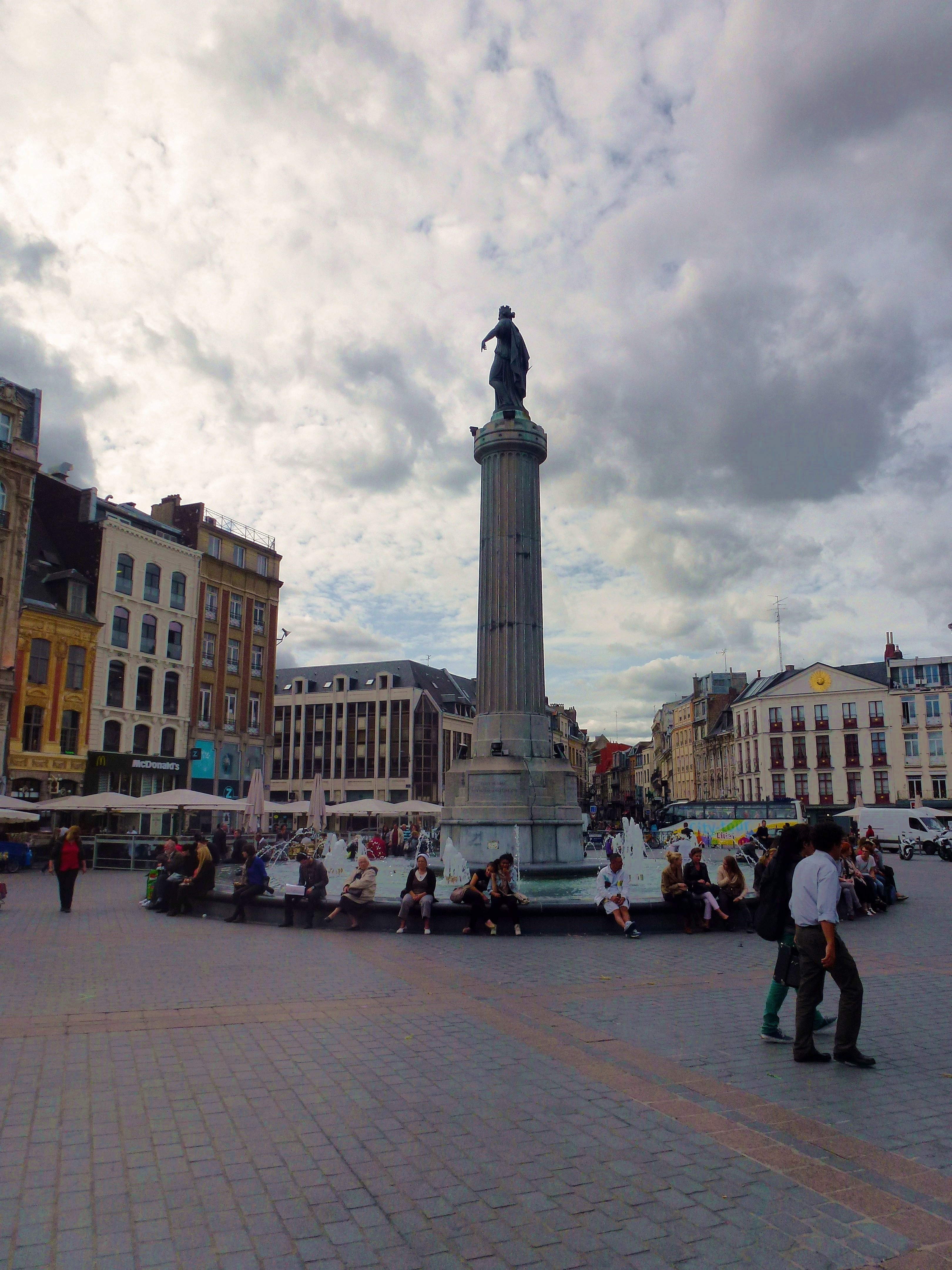
Place du Général-de-Gaulle (Grand'place) à Lille

- Haut – A
- B
- C
- D
- E
- F
- G
- H
- I
- J
- K
- L
- M
- N
- O
- P
- Q
- R
- S
- T
- U
- V
- W
- X
- Y
- Z
- 0-9

## H
- rue Halévy
- rue de la Halle
- place des Halles-Centrales
- rue de la Halloterie
- rue des Hannetons
- rue d'Haubourdin
- rue des Hautes-Voies
- rue du Havre
- allée de la Haye-du-Temple (Lomme)
- rue d'Hazebrouck
- rue Hector-Lemaire (Lomme)
- rue Hegel
- rue Hegel (Lomme)
- rue Helman
- rue Henri-Bailleux (Lomme)
- rue Henri-Barbusse
- rue Henri-de-Toulouse-Lautrec (Lomme)
- rue Henri-Dillies
- rue Henri-Dunant
- rue Henri-Ghesquière
- rue Henri-Ghesquière (Lomme)
- rue Henri-Ghesquières (Hellemmes)
- rue Henri-Kolb
- rue Henri-Lestienne
- rue Henri-Loyer
- rue Henri-Noguères
- rue Henri-Ployart (Hellemmes)
- rue Henri-Regnault
- rue Hippolyte-Laurand
- rue Hippolyte-Lefebvre
- rue Hoche
- rue d'Holbach
- rue d'Hondschoote
- rue Honoré-de-Balzac (Lomme)
- rue de l'Hôpital-Militaire
- rue de l'Hôpital-Saint-Roch
- rue des Hortensias (Lomme)
- contour de l'Hôtel-de-Ville (Lomme)
- rue de l'Hôtel-de-Ville (Lomme)
- impasse des Houx (Hellemmes)
- rue Hovelacque
- rue du Huit-Mai-1945 (Hellemmes)

- Haut – A
- B
- C
- D
- E
- F
- G
- H
- I
- J
- K
- L
- M
- N
- O
- P
- Q
- R
- S
- T
- U
- V
- W
- X
- Y
- Z
- 0-9

## I
- rue d'Iéna
- Rue d'Inkermann
- rue de l'Innovation (Hellemmes)
- passage de l'Internationale
- rue des Iris
- impasse d'Islande
- rue d'Isly

- Haut – A
- B
- C
- D
- E
- F
- G
- H
- I
- J
- K
- L
- M
- N
- O
- P
- Q
- R
- S
- T
- U
- V
- W
- X
- Y
- Z
- 0-9

## J
- rue des Jacobins
- rue Jacquard (Hellemmes)
- place Jacquard
- impasse Jacquart (Lomme)
- rue Jacquart (Lomme)
- rue Jacquemars-Giélée
- parvis Jacques-Brel
- place Jacques-Febvrier
- rue Jacques-Ibled-Roure (Lomme)
- place Jacques-Louchart
- rue Jacques-Malbernat
- rue du Jambon
- rue James-Watt (Lomme)
- rue du Jardin-des-Plantes
- allée des Jardins
- rue des Jardins
- rue des Jardins-Caulier
- rue des Jasmins
- rue Javary
- rue Jean-Baptiste-Clément
- rue Jean-Baptiste-Dumas (Lomme)
- boulevard Jean-Baptiste-Lebas
- rue Jean-Baptiste-Lebas (Lomme)
- rue Jean-Bart
- rue Jean-Bart (Hellemmes)
- rue Jean-Charles-Borda
- place Jean-Daurat (Lomme)
- place Jeanne-d'Arc
- rue Jeanne-d'Arc
- rue Jeanne-d'Arc (Hellemmes)
- rue Jeanne-Godart
- rue Jeanne-Lavallard (Lomme)
- rue Jeanne-Maillotte
- rue Jean-du-Solier
- rue Jean-Giraudoux
- rue Jean-Jacques-Rousseau
- rue Jean-Jacques-Rousseau (Hellemmes)
- rue Jean-Jacques-Rousseau (Lomme)
- rue Jean-Jaurès
- rue Jean-Jaurès (Hellemmes)
- rue Jean-Jaurès (Lomme)
- rue Jean-Levasseur
- rue Jean-Macé
- avenue Jean-Marie-Fossier (Lomme)
- rue Jean-Minet (Lomme)
- rue Jean-Moulin
- rue Jean-Moulin (Lomme)
- rue Jean-Perrin
- rue Jean-Perrin (Lomme)
- allée Jean-Pierre-Barillet-Deschamps
- rue Jean-Prouvé
- rue Jean-Raymond Degrève (Hellemmes)
- rue Jean-Roisin
- rue Jean-Rostand (Lomme)
- rue Jean-sans-Peur
- rue Jean-Walter
- rue Jean-Zay
- rue de Jemmapes
- rue Jordaens
- rue Joris-Karl-Husmans
- rue Joseph-Bara (Hellemmes)
- place Joseph-Hentgès (Hellemmes)
- rue Joseph-Wambrouck (Lomme)
- esplanade Joseph-Wresinski
- rue Jules-Breton
- rue Jules-de-Vicq
- place Jules-Duhoo (Lomme)
- rue Jules-Dupré (Lomme)
- rue Jules-Ferry
- rue Jules-Ferry (Hellemmes)
- rue Jules-Goury (Lomme)
- rue Jules-Guesde
- rue Jules-Guesde (Hellemmes)
- rue Jules-Guesde (Lomme)
- rue Jules-Laisné (Lomme)
- rue Jules-Lefebvre
- rue Jules-Mousseron
- rue Jules-Noutour
- rue Jules-Vallès
- allée Jules-Verne (Hellemmes)
- rue Jules-Verne
- square Julien-Grimonprez
- rue de Jussieu
- parvis des Justes
- rue de la Justice

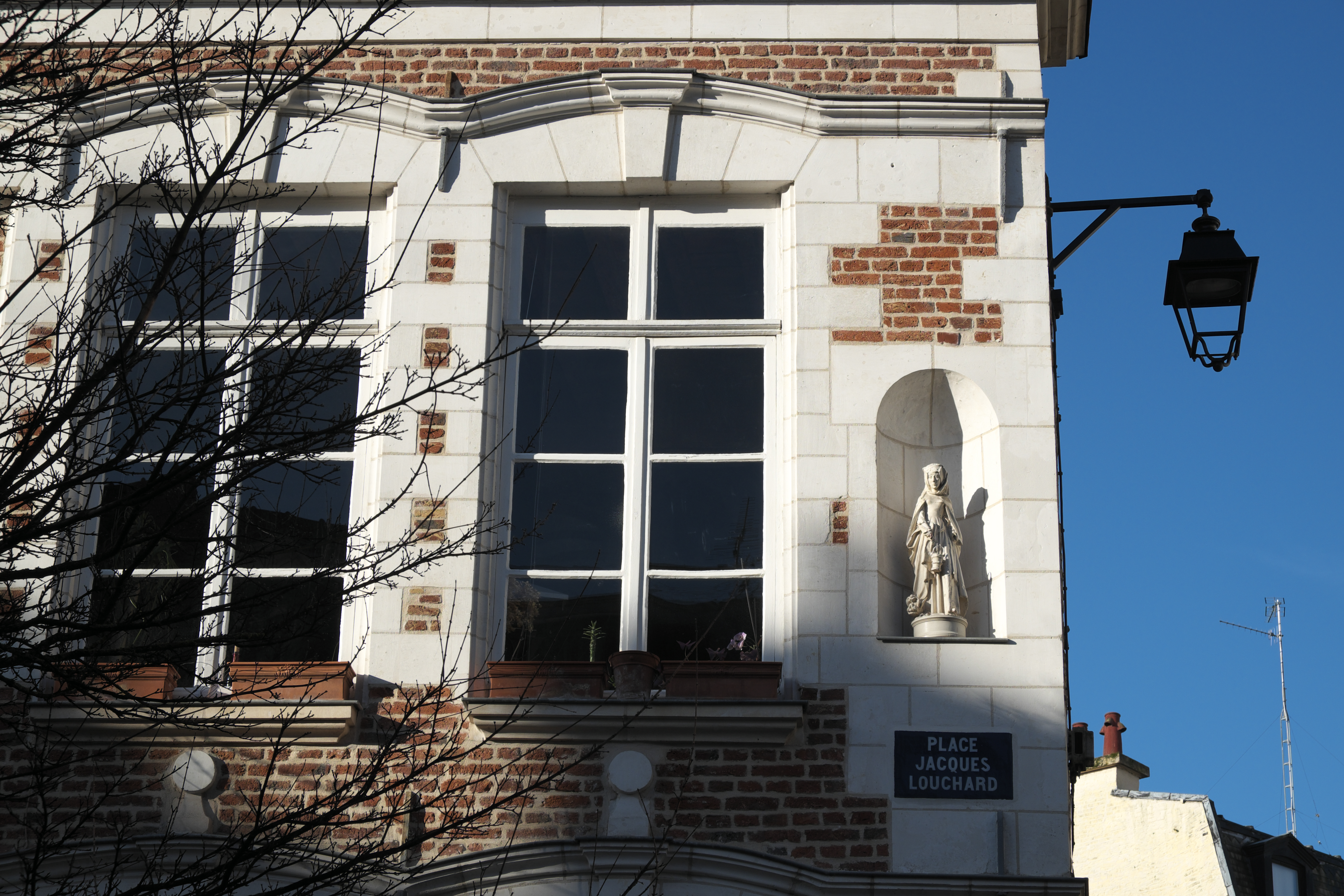
Place Jacques-Louchart
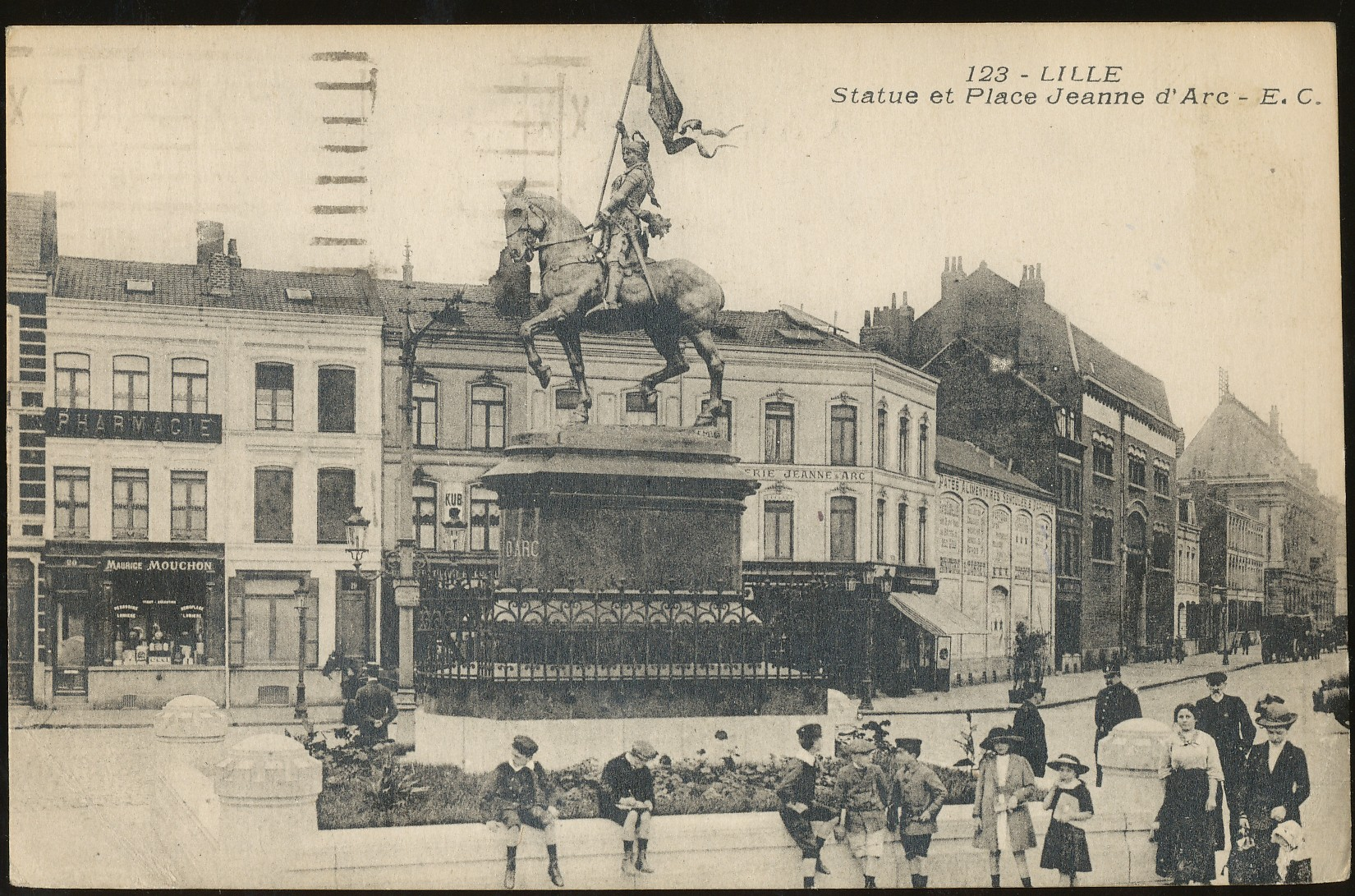
Statue et place Jeanne d'Arc

- Haut – A
- B
- C
- D
- E
- F
- G
- H
- I
- J
- K
- L
- M
- N
- O
- P
- Q
- R
- S
- T
- U
- V
- W
- X
- Y
- Z
- 0-9

## K
- rue Kant
- place Karl-Marx (Lomme)
- rue Kellermann
- rue Kepler
- pont de Kharkov
- rue Kléber (Hellemmes)
- rue Kuhlmann
- rue Kuhlmann (Lomme)

- Haut – A
- B
- C
- D
- E
- F
- G
- H
- I
- J
- K
- L
- M
- N
- O
- P
- Q
- R
- S
- T
- U
- V
- W
- X
- Y
- Z
- 0-9

## L
- rue de La Bassée
- rue La Boétie
- rue La Bruyère (Lomme)
- rue La Fayette
- rue La Fontaine
- rue Ladrière
- rue Laennec
- rue Lallement
- rue de La-Madeleine
- rue Lamartine
- rue Lamartine (Hellemmes)
- rue Lamartine (Lomme)
- rue de Lannoy
- rue Laplace
- rue Lassus (Lomme)
- rue de Laventie
- rue Lavoisier
- rue Lavoisier (Lomme)
- rue Lazare Garreau
- avenue Le Corbusier
- rue Le Fort
- rue Le Glay
- rue Le Verrier
- rue Ledru-Rollin
- rue Ledru-Rollin (Hellemmes)
- boulevard de Leeds
- impasse Lefebvre (Hellemmes)
- chemin Lehu (Lomme)
- rue de Lens
- rue Léo-Lagrange (Lomme)
- allée Léon-Blum (Hellemmes)
- place Léon-Blum (Lomme)
- rue Léon-Blum
- rue Léon-Crepy (Lomme)
- rue Léon-Gambetta
- rue Léon-Gambetta  (Hellemmes)
- avenue Léon-Jouhaux
- pont Léon-Jouhaux
- rue Léon-Jouhaux (Lomme)
- rue Léon-Trulin
- rue Léonard-Danel
- allée Léonard-de-Vinci
- place Léonard-de-Vinci
- rue Lepelletier
- rue Lequenne
- place Leroux-de-Fauquemont
- rue Lesage-Senault
- chemin Lescroart (Lomme)
- rue Lestiboudois
- square Lestiboudois
- rue Leuty
- rue Ley (Lomme)
- boulevard de Lezennes (Hellemmes)
- rue l'Herminet
- boulevard de la Liberté
- place de la Liberté (Lomme)
- rue de la Liberté (Lomme)
- allée de Liège
- rue du Lieutenant-Colpin
- rue du Lieutenant-Princeteau
- impasse Liévin
- avenue des Lilas
- place du Lin
- place du Lion-d'Or
- allée de Lisbonne
- rue de la Littorelle
- rue Littré
- rue de la Loire
- rue du Lombard
- rue de Lompret (Lomme)
- rue du Long-Pot
- rue de Longueil
- rue de Loos
- rue Lorent-Lescornez (Hellemmes)
- boulevard de la Lorraine
- rue Louis-Aragon
- rue Louis-Bergot
- rue Louis-Blanc
- rue Louis-Blanc (Hellemmes)
- rue Louis-Blériot (Lomme)
- rue Louis-Braille
- rue Louis-Christiaens
- rue Louis-Delos
- rue Louis-Dupied
- rue Louis-Faure
- rue Louis-Loucheur
- rue Louis-Niquet
- boulevard Louis-Pasteur
- carrefour Louis-Pasteur
- rue Louis-Spriet
- place Louis-Tromcet (Lomme)
- Boulevard Louis-XIV
- rue Louise-Bourgeois
- place Louise-de-Bettignies
- rue Louise-Labé (Lomme)
- avenue Louise-Michel
- rue Louise-Michel (Hellemmes)
- rue Louise-Michel (Lomme)
- rue de la Louvière
- allée Lucie-et-Raymond-Aubrac
- parvis Ludovic Boumbas
- rue de Luxembourg
- rue Lydéric
- rue Lydie-Dereuse-Behague (Lomme)
- rue de Lyon
- rue des Lys

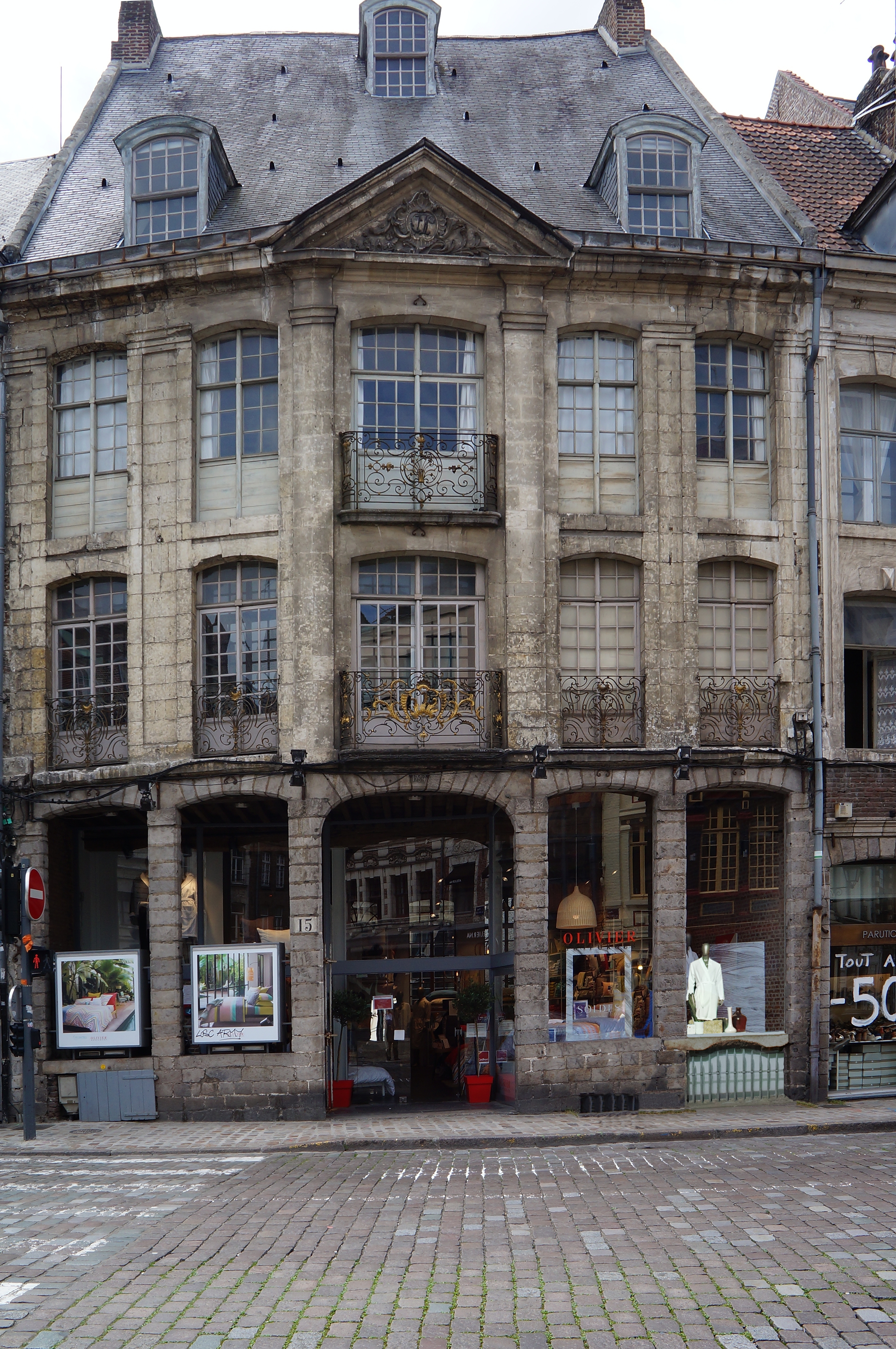
Maison 15 Place du Lion d'Or
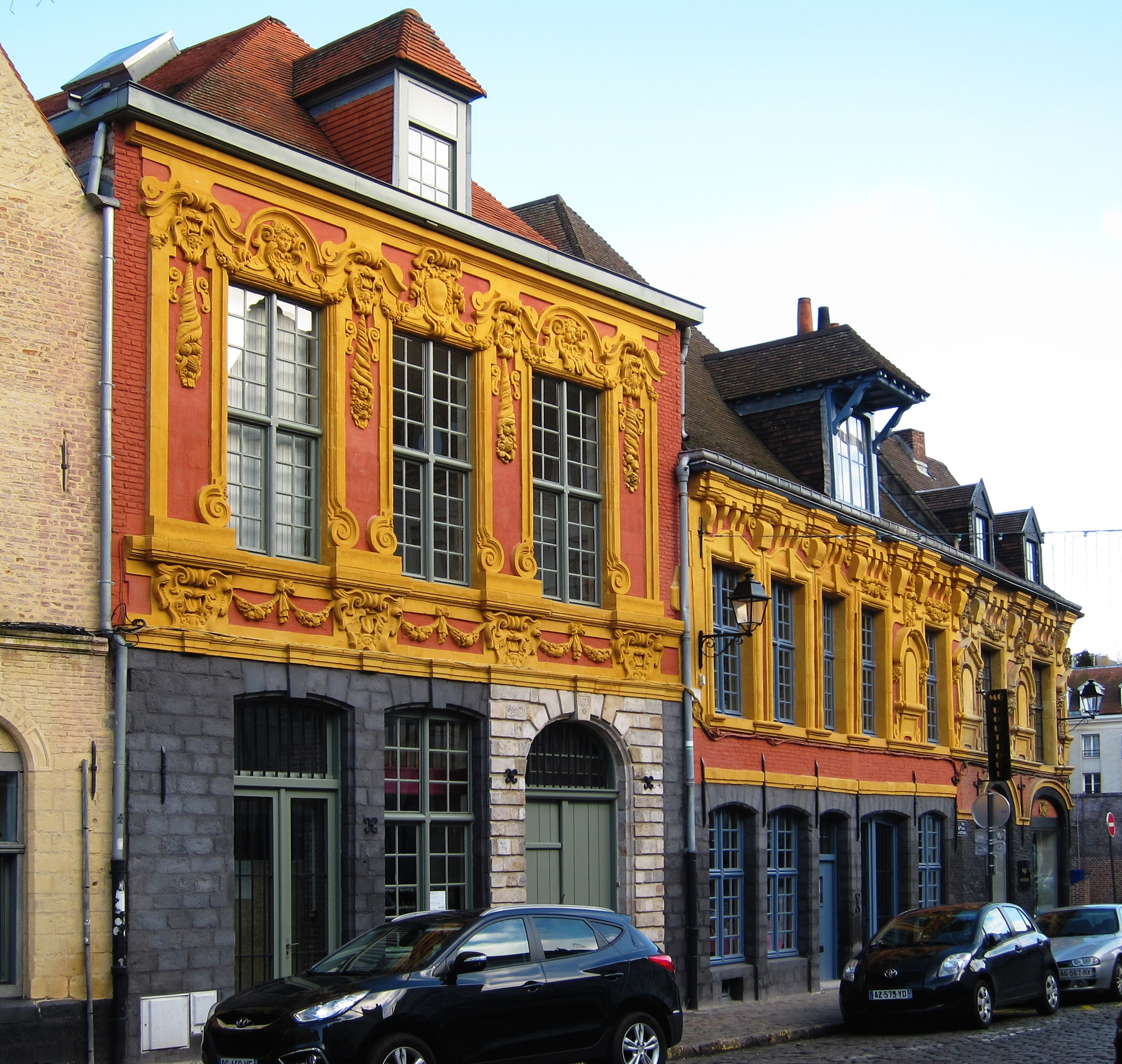
25, 27 Louise-de-Bettignies

- Haut – A
- B
- C
- D
- E
- F
- G
- H
- I
- J
- K
- L
- M
- N
- O
- P
- Q
- R
- S
- T
- U
- V
- W
- X
- Y
- Z
- 0-9

## M
- rue Macquart
- rue de  Madagascar
- rue Madame-de-Staël (Lomme)
- rue de la Madeleine
- rue Madeleine-Brès
- place Madeleine-Caulier
- rue Madeleine-Rebérioux
- square des Madelonnettes
- rue du Magasin
- rue Magenta
- rue du Maire-André
- rue du Maire-Becquart (Lomme)
- impasse Maisons-Liénard (Hellemmes)
- rue du Mal-Assis
- rue de la Maladrerie (Lomme)
- rue Malakoff
- rue Malesherbes
- rue Malpart
- rue Malsence
- rue Malus
- square du Manège
- rue des Manneliers
- rue Manuel
- rue Maracci
- rue des Maraîchers
- rue du Marais
- rue du Marais (Lomme)
- rue du Marais-de-Lomme
- rue du Marais-de-Lomme (Lomme)
- rue de la Marbrerie
- place Marc-Séguin (Hellemmes)
- rue Marceau
- rue Marceau (Hellemmes)
- rue Marcel-Bayve (Lomme)
- rue Marcel-Carlez (Lomme)
- rue Marcel-Hénaux
- rue Marcel-Hénaux (Lomme)
- rue Marcel-Sembat
- rue Marcel-Sembat (Hellemmes)
- rue Marcelin-Krebs (Hellemmes)
- allée Marcelle-Meyer
- passage du Marché
- rue du Marché
- square du Maréchal-Birdwood
- rue du Maréchal-Foch (Lomme)
- rue du Maréchal-de-Lattre-de-Tassigny
- place du Maréchal-Leclerc
- place du Maréchal-Leclerc (Lomme)
- rue du Maréchal-Mortier
- boulevard du Maréchal-Vaillant
- rue Marengo
- rue Marguerite-Duras
- rue Marguerite-Yourcenar
- chemin des Margueritois
- impasse Marie
- rue Marie-Pape-Carpantier
- allée Marie-Willan
- allée Marie-Léonie-Vanhoutte
- avenue Marie-Louise-Delwaulle (Lomme)
- allée Marie-Thérèse-Vicot-Lhermitte
- rue Marin-la-Meslée
- rue Mariotte
- rue de la Marmora
- allée de la Marne (Hellemmes)
- rue de Marquillies
- allée des Marronniers
- allée des Marronniers (Hellemmes)
- rue de Marseille
- allée Martha-Desrumaux
- impasse Martin
- place Martin-Luther-King
- avenue des Martyrs (Hellemmes)
- rue des Martyrs-de-la-Résistance (Lomme)
- avenue Marx-Dormoy
- rue Marx-Dormoy (Lomme)
- rue Masséna
- rue Massenet
- rue Massillon
- avenue Mathias-Delobel
- rue Matteotti
- rue Matteotti (Hellemmes)
- rue Matteotti (Lomme)
- rue de Maubeuge
- rue Maugré
- rue Maurice-Berteaux
- rue Maurice-Grimaud
- rue Maurice-Ravel
- place Maurice-Schumann
- rue Maxime-Gorki
- rue Maximilien-de-Robespierre (Lomme)
- place de la Méditerranée
- rue Mehl
- rue du Mélantois
- impasse Menu
- rue Menu
- square des Mères
- rue Mermoz
- rue des Mésanges
- rue des Métallurgistes
- rue des Métallurgistes (Hellemmes)
- allée des Métiers (Hellemmes)
- rue des Métiers
- boulevard de Metz
- rue du Metz
- rue des Meuniers
- rue Meurein
- rue Mexico
- rue Michel-Ange
- rue Michel-Servet
- place Michelet
- rue Militaire
- impasse des Mimosas (Hellemmes)
- impasse Mirabeau
- rue Mirabeau
- rue de la Mitterie (Lomme)
- rue des Modeleurs (Hellemmes)
- rue Moillet
- rue des Molfonds
- rue Molière
- rue Molière (Lomme)
- rue du Molinel
- rue du Molinel (Lomme)
- rue Monge
- rue de la Monnaie
- avenue de Mont-à-Camp (Lomme)
- place de Mont-à-Camp (Lomme)
- rue du Mont-de-Piété
- place du Mont-de-Terre
- rue des Montagnards
- rue Montaigne
- rue Montaigne (Lomme)
- boulevard Montebello
- rue Montesquieu
- rue Montesquieu (Lomme)
- rue Montgolfier
- Square Morisson
- avenue de Mormal
- boulevard de la Moselle
- rue du Moulin-du-Becquet
- allée des Moulins
- pavé du Moulin (Hellemmes)
- rue des Moulins-de-Garance
- rue Mourmant
- rue Mozart
- rue des Muguets
- rue de Mulhouse
- avenue de Muy
- rue des Myosotis

- Haut – A
- B
- C
- D
- E
- F
- G
- H
- I
- J
- K
- L
- M
- N
- O
- P
- Q
- R
- S
- T
- U
- V
- W
- X
- Y
- Z
- 0-9

## N
- rue de Nantes
- allée de Naplouse
- chemin Napoléon (Hellemmes)
- rue Nationale
- allée de la Navette (Hellemmes)
- rue Necker
- rue Négrier
- avenue Nelson-Mandela (Lomme)
- rue Neuve
- rue Neuve (Lomme)
- rue Newton
- rue de Nice
- rue Nicolas-Leblanc
- rue des Noirs
- allée des Noisetiers (Lomme)
- rue Norbert Segard
- rue du Nord
- square de Normandie
- rue de Norvège
- sentier Notre-Dame-de-Grâce
- passage Notre-Dame-de-la-Treille
- parvis Notre-Dame-de-Pellevoisin
- rue du Nouveau-Siècle
- place de la Nouvelle-Aventure
- rue Nungesser

- Haut – A
- B
- C
- D
- E
- F
- G
- H
- I
- J
- K
- L
- M
- N
- O
- P
- Q
- R
- S
- T
- U
- V
- W
- X
- Y
- Z
- 0-9

## O
- impasse de l'Observatoire
- rue des Œillets
- place aux Oignons
- rue Ollivier (Lomme)
- rue Olympe de Gouges
- rue Omer-Lammelein (Lomme)
- rue d'Oran
- rue de l'Orphelinat
- rue Oscar-Fanyau (Hellemmes)
- avenue Oscar-Lambret
- rue d'Ostende
- boulevard de l'Ouest (Hellemmes)
- quai de l'Ouest
- quai de l'Ouest (Lomme)
- place d'Oujda
- rue Ovigneur

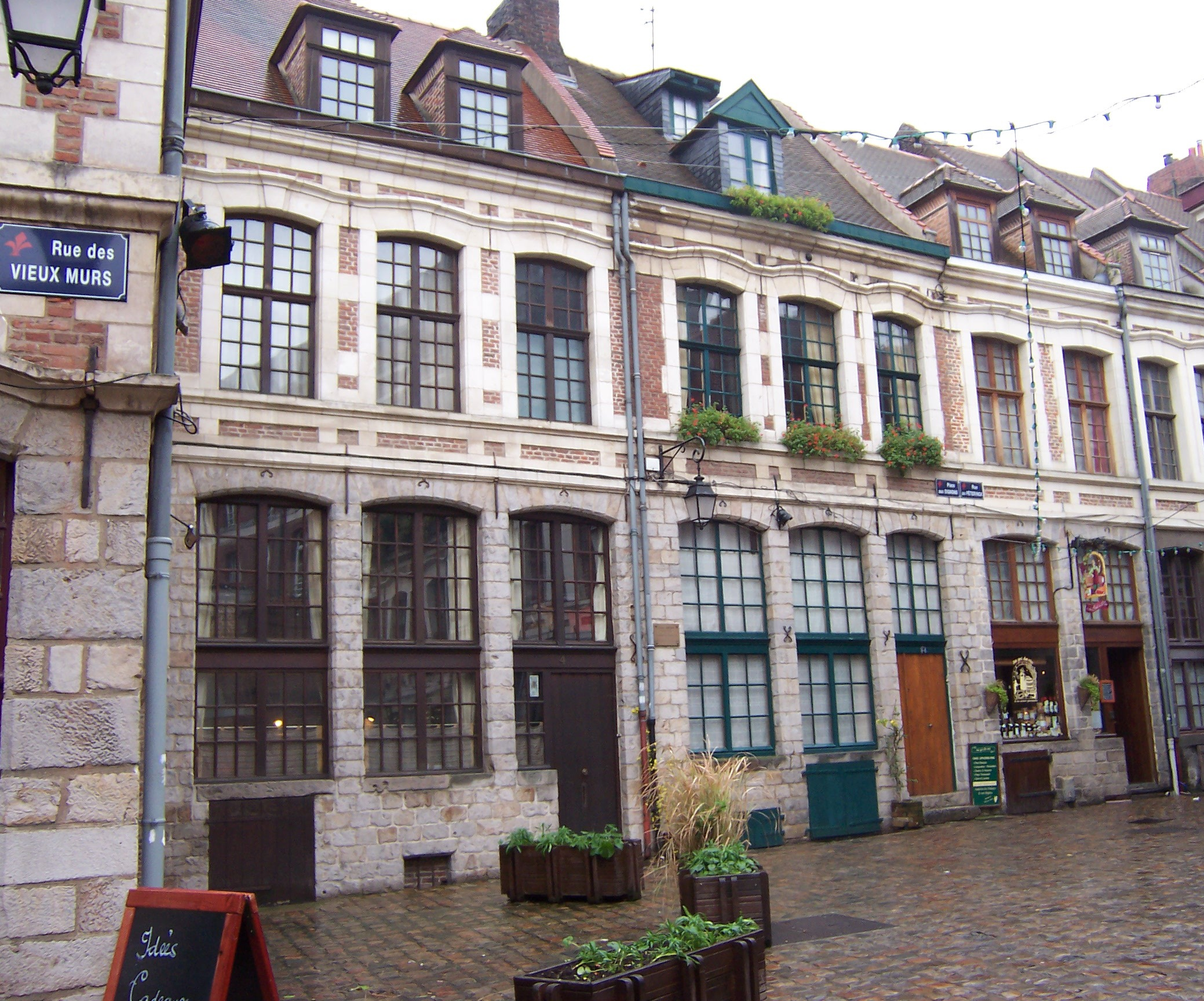
La place aux Oignons

- Haut – A
- B
- C
- D
- E
- F
- G
- H
- I
- J
- K
- L
- M
- N
- O
- P
- Q
- R
- S
- T
- U
- V
- W
- X
- Y
- Z
- 0-9

## P
- square du Pacifique
- rue de la Paix-du-8-mai-1945 (Lomme)
- rue de la Paix-d'Utrecht
- rue du Palais-de-Justice
- rue du Palais-Rihour
- rue Panckoucke
- rue des Panneresses
- rue du Paradis (Lomme)
- rue du Parc-de-Tournebride (Lomme)
- avenue du Parc-Monceau
- rue du Parc-Urbain (Lomme)
- rue Parmentier
- rue Parrayon
- rue de Pas
- rue Pascal
- rue Pasteur (Hellemmes)
- rue Pasteur (Lomme)
- place des Patiniers
- rue Patou
- rue Paul-Bardou
- rue Paul-Bert
- rue Paul-Bert (Hellemmes)
- rue Paul-Bourget
- rue Paul-Cézanne (Lomme)
- square Paul-Cézanne
- place Paul-Dombrowski (Hellemmes)
- rue Paul-Duez
- rue Paul-et-Élisée-Paindavoine
- rue Paul-Gauguin (Lomme)
- rue Paul-Kimpe (Hellemmes)
- rue Paul-Lafargue
- rue Paul-Lafargue (Hellemmes)
- allée Paul-Langevin (Hellemmes)
- rue Paul-Nayrac
- boulevard Paul-Painlevé
- rue Paul-Parisot
- rue Paul-Ramadier
- rue Paul-Louis-Courrier
- rue des Pavillons
- rue des Pavillons (Hellemmes)
- rue Pelouze (Lomme)
- rue des Pénitentes
- rue des Pensées
- rue de Pérenchies (Lomme)
- rue au Péterinck
- sentier du Petit-Bois
- allée du Petit-Mongy
- rue du Petit-Paon
- avenue du Petit-Paradis
- pont du Petit-Paradis
- avenue du Peuple-Belge
- allée des Peupliers
- rue de la Phalecque
- rue Pharaon-de-Winter
- rue de Philadelphie
- rue Philippe-de-Comines
- impasse Philippe-de-Girard (Lomme)
- rue Philippe-de-Girard (Lomme)
- place Philippe-de-Girard
- place Philippe-Lebon
- rue Philippe-Lebon
- rue Philippe-Lebon (Hellemmes)
- rue Philippe-Marache
- rue Philippe-Laurent-Roland
- square de Picardie
- rue Pierre-Baumann
- place Pierre-Bérégovoy (Lomme)
- rue Pierre-Brossolette (Lomme)
- rue Pierre-Curie
- rue Pierre-Curie (Hellemmes)
- rue Pierre-Curie (Lomme)
- boulevard Pierre-de-Coubertin
- place Pierre-de-Geyter
- rue Pierre-de-Geyter (Lomme)
- rue Pierre-Decoulx
- rue Pierre-Delmas (Hellemmes)
- rue Pierre-Dupont
- rue Pierre-Fosfer (Lomme)
- rue Pierre-Hachin (Lomme)
- rue Pierre-Joseph-Proudhon (Lomme)
- rue Pierre-Legrand
- rue Pierre-Loti
- rue Pierre-Martel
- rue Pierre-Mauroy, anciennement de Paris
- place Pierre-Mendès-France
- rue Pierre-Mendès-France
- rue Pierre-Mendès-France (Lomme)
- rue Pierre-Swynghedauw
- rue de la Piquerie
- rue des Pivoines
- rue de la Plaine
- rue du Plat
- rue de la Pléiade (Lomme)
- rue Pline
- rue des Plovines
- place des Poètes
- rue des Poissonceaux
- impasse de Pologne
- rue de Pologne
- rue Polonovski
- rue du Pont-à-Fourchon
- Rue du Pont-à-Raisnes
- rue du Pont-du-Lion-d'Or
- rue du Pont-Neuf
- square du Pont-Neuf
- rue de Pont-Noyelles
- rue des Ponts-de-Comines
- rue Porret
- rue du Port
- rue de la Porte-d'Ypres
- square du Portugal
- rue des Postes
- rue de Prague
- avenue du Président-Hoover
- avenue du Président John-Fitzgerald-Kennedy
- rue de la Prévoyance
- chemin du Prieuré (Hellemmes)
- place du Prieuré
- rue du Prieuré
- rue du Prieuré (Hellemmes)
- Rue du Priez
- rue des Primeurs
- rue Princesse
- rue du Professeur-Calmette
- boulevard du Professeur-Jules-Leclercq
- rue du Professeur-Laguesse
- rue du Professeur-Lamaze
- rue du Professeur-Langevin
- rue du Progrès (Hellemmes)
- rue Prosper-Franck (Lomme)
- square Prosper-Mérimée
- rue Proudhon
- rue Proudhon (Lomme)
- rue du Ptit-d'sire
- rue de Puebla
- rue du Puits-au-Bois (Lomme)
- rue des Pyramides

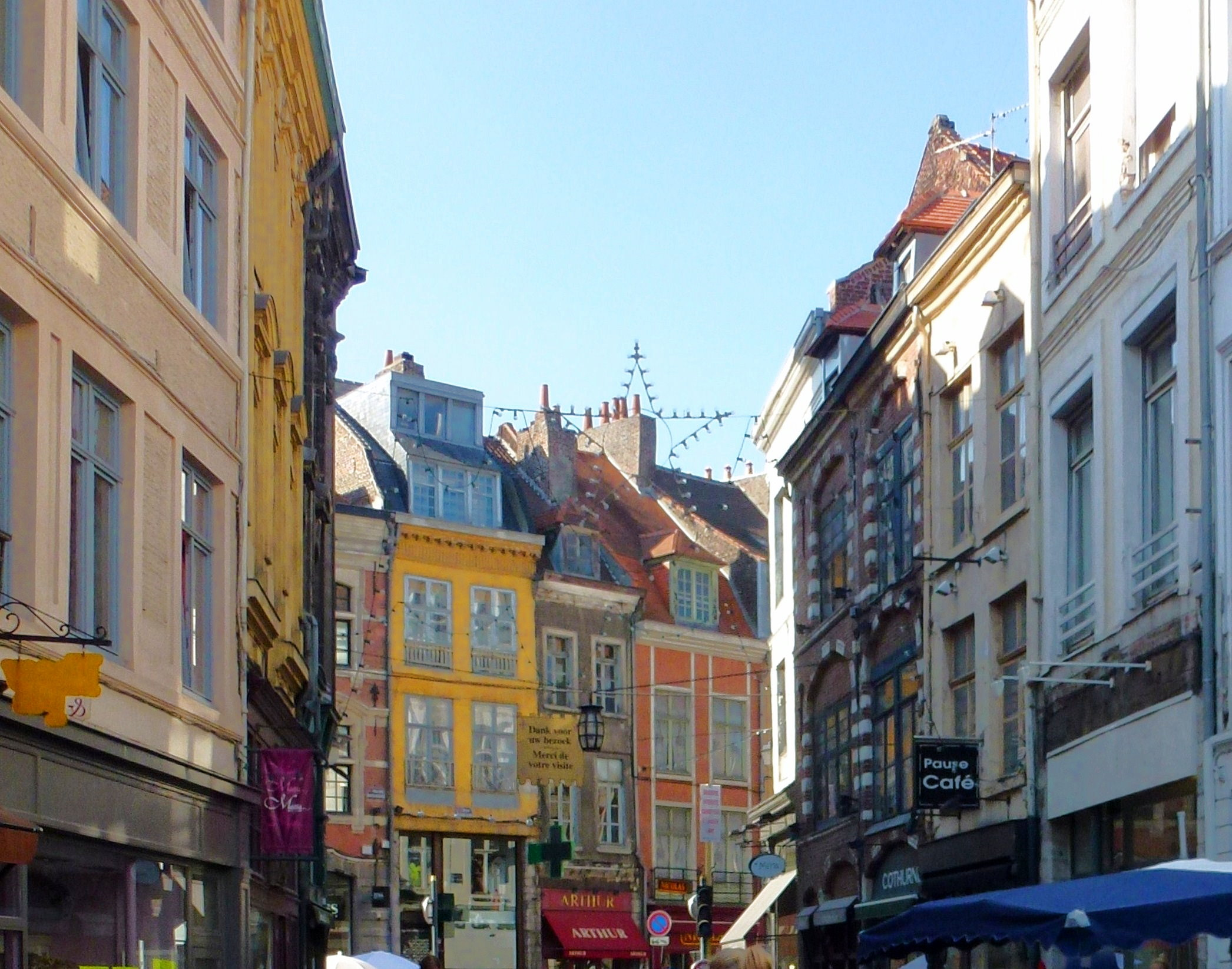
Lille Place des Patiniers
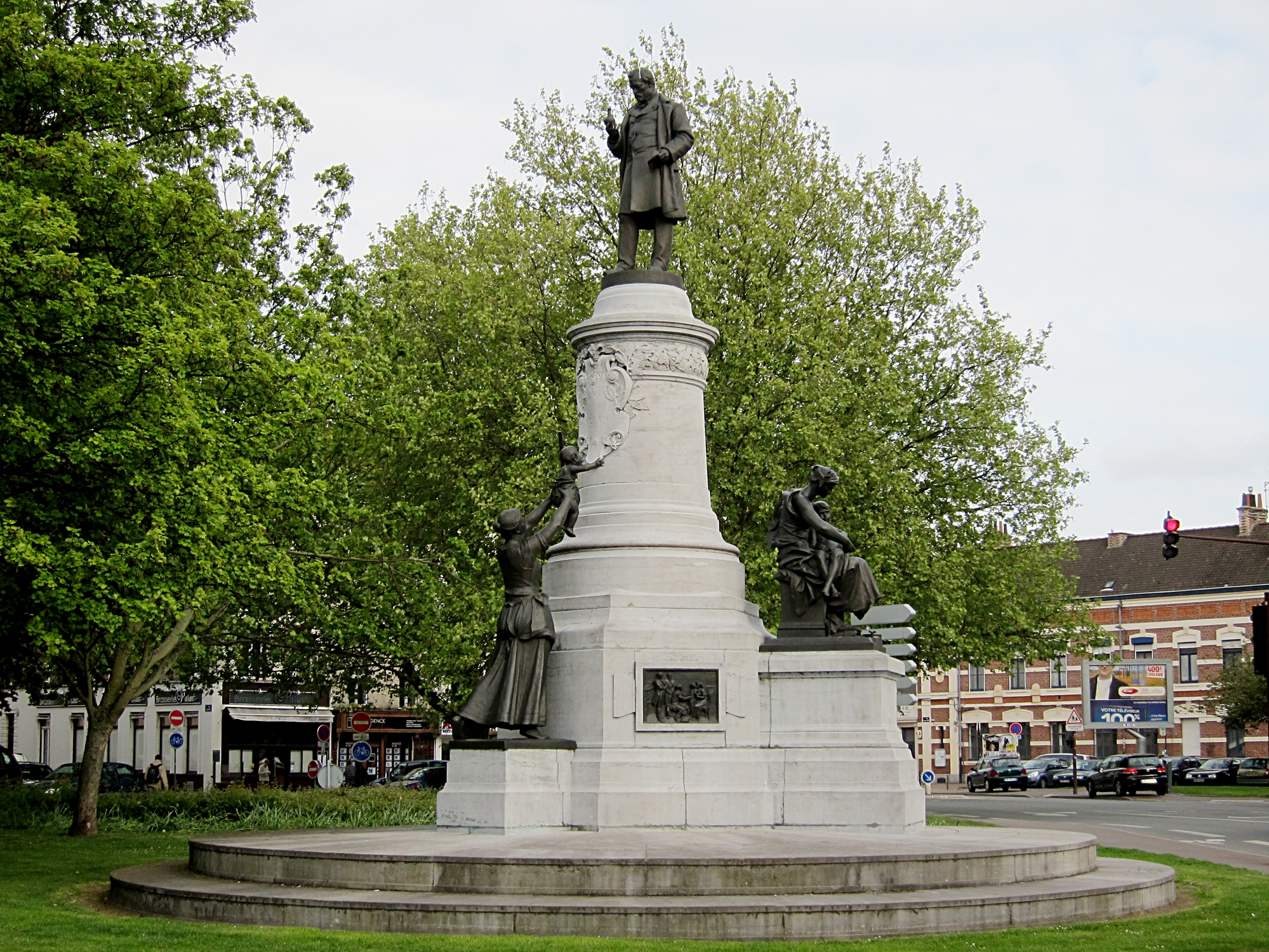
Place Philippe Lebon le monument dédié à Pasteur
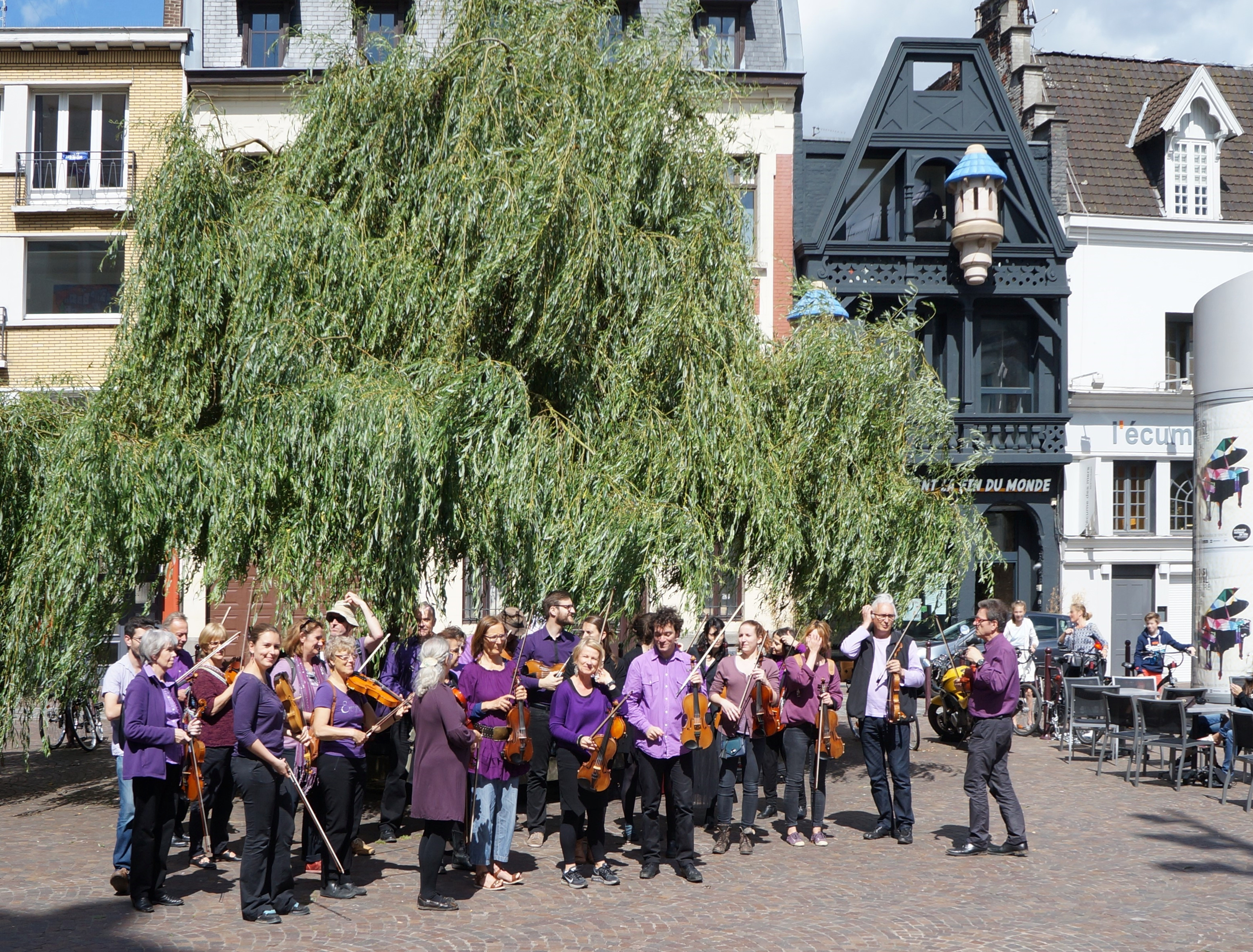
Place Pierre-Mendès-France

- Haut – A
- B
- C
- D
- E
- F
- G
- H
- I
- J
- K
- L
- M
- N
- O
- P
- Q
- R
- S
- T
- U
- V
- W
- X
- Y
- Z
- 0-9

## Q
- rue du Quai
- rue de la Quennette

- Haut – A
- B
- C
- D
- E
- F
- G
- H
- I
- J
- K
- L
- M
- N
- O
- P
- Q
- R
- S
- T
- U
- V
- W
- X
- Y
- Z
- 0-9

## R
- rue Rabelais
- rue Rabelais (Lomme)
- rue Rachel-Lempereur
- rue Racine
- rue racine (Lomme)
- square Rameau
- impasse des Rameaux (Hellemmes)
- pont du Ramponneau
- square du Ramponneau
- place Raoul-de-Godewarsvelde
- rue de la Rapine
- rue Raspail
- rue Raspail (Hellemmes)
- place Ratisbonne
- rue de Ratisbonne
- impasse Raymond-Herbaux
- rue Réaumur
- impasse Reboux
- rue du Réduit
- square du Réduit
- place des Reignaux
- rue du Rempart
- rue de la Renaissance
- rue Renan
- rue René-Bodèle (Lomme)
- rue René-Cassin (Lomme)
- rue René-Grauwin (Lomme)
- rue Renée-Lambert
- groupe de la Rénovation (Lomme)
- rue du Repos
- avenue de la République
- avenue de la République (Lomme)
- place de la République
- place de la République (Hellemmes)
- place de la République (Lomme)
- rue de la Résistance (Hellemmes)
- rue Reublin (Lomme)
- allee Reysa-Bernson
- rue Richard-Wagner
- place Richebé
- place Rihour
- rue de la Riviérette
- rue de Rivoli
- boulevard Robert-Schuman
- rue Robespierre
- rue de Rocroy
- rue des Rogations
- rue des Rogations (Hellemmes)
- rue Roger-Marcon (Lomme)
- avenue Roger-Salengro (Lomme)
- place Roger-Salengro
- rue Roger-Salengro
- rue Roger-Salengro (Hellemmes)
- rue Rogez (Lomme)
- rue Roland-Garros (Lomme)
- allée Romain-Rolland (Hellemmes)
- rue Romain-Rolland
- chemin du Romarin (Lomme)
- impasse des Ronces (Hellemmes)
- rue Ronsard (Lomme)
- rue Ropra
- allee Rosa-Parks
- rue de la Roselière
- avenue de la Roseraie
- rue des Roses
- place Rosette-de-Mey
- impasse des Rosiers (Hellemmes)
- avenue de la Rotonde (Lomme)
- parvis de Rotterdam
- rue de Roubaix
- porte de Roubaix
- rue de Rouen
- rue Rouget-de-Lisle (Lomme)
- rue Royale
- rue Rubens

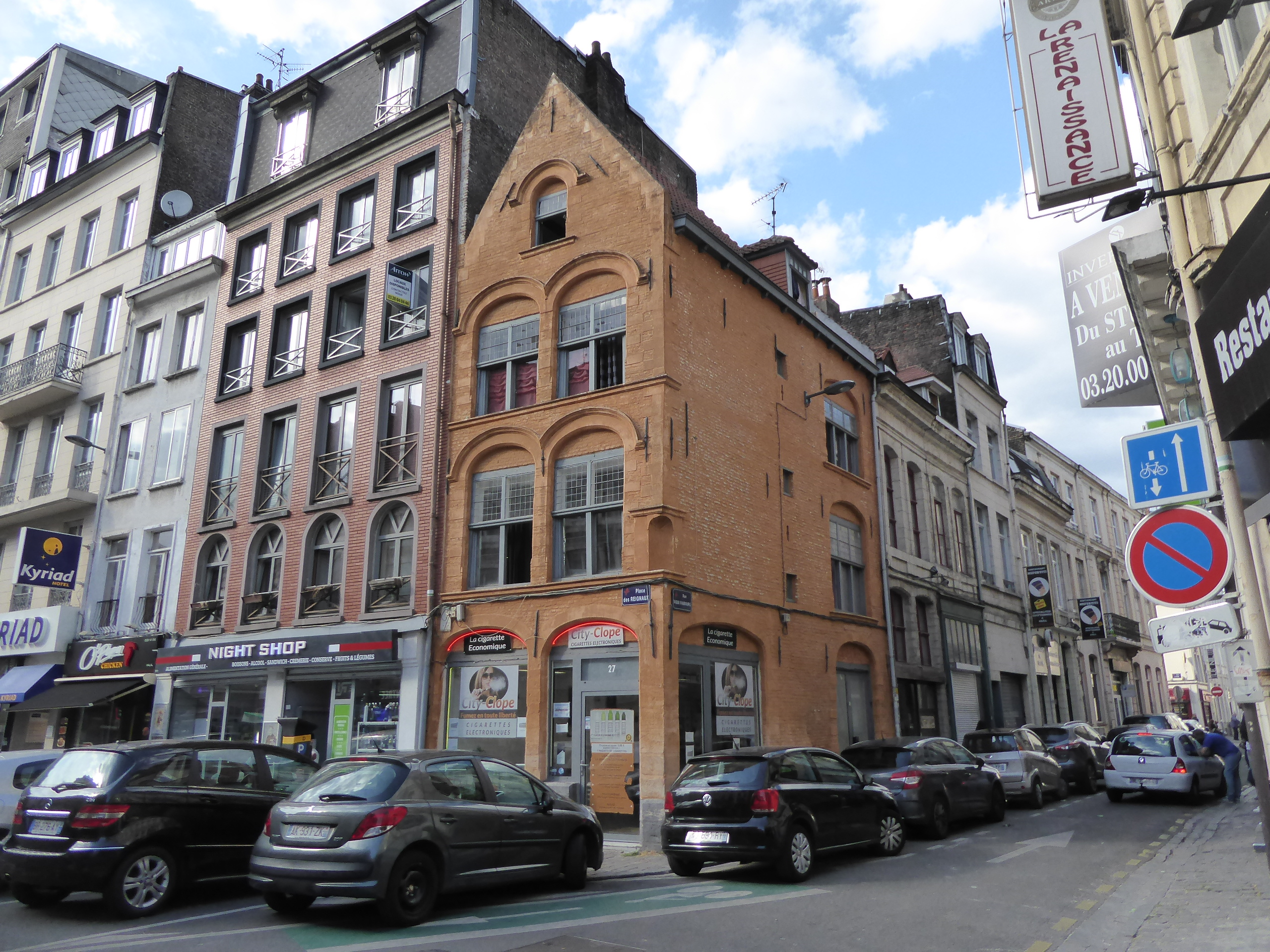
Angle place des Reignaux et de la rue du Vieux-Faubourg
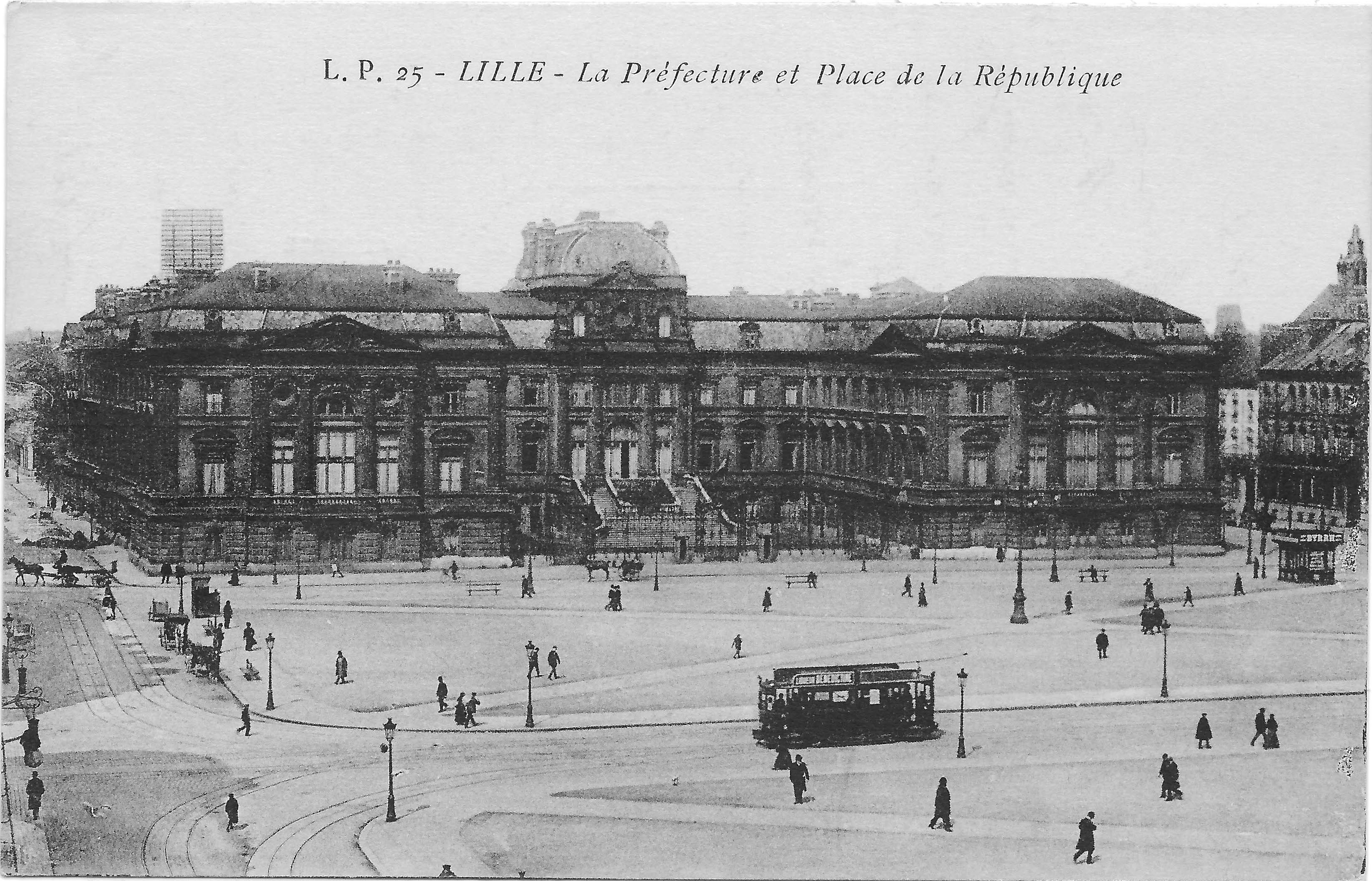
La Préfecture et Place de la République en 1917
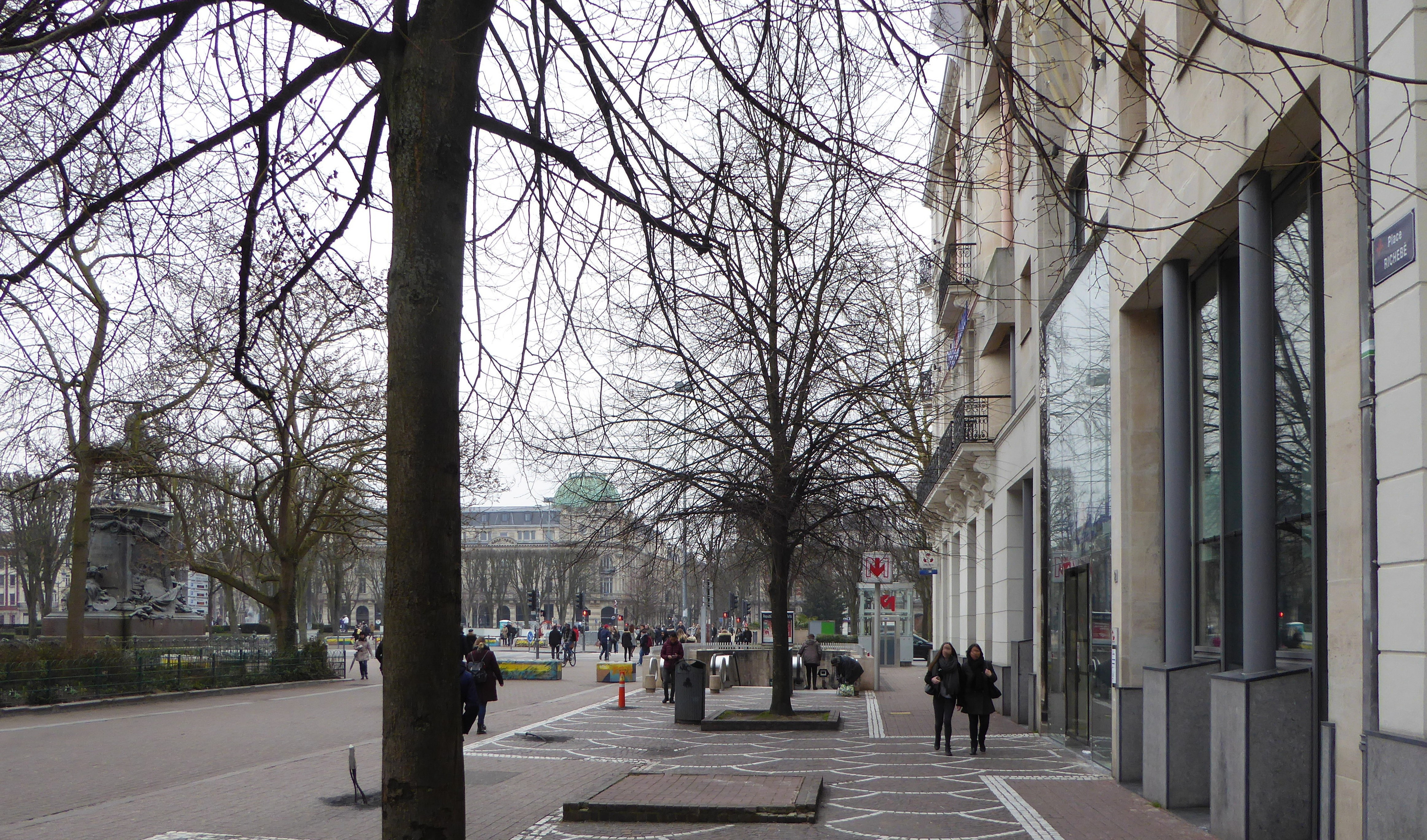
Place Richebé
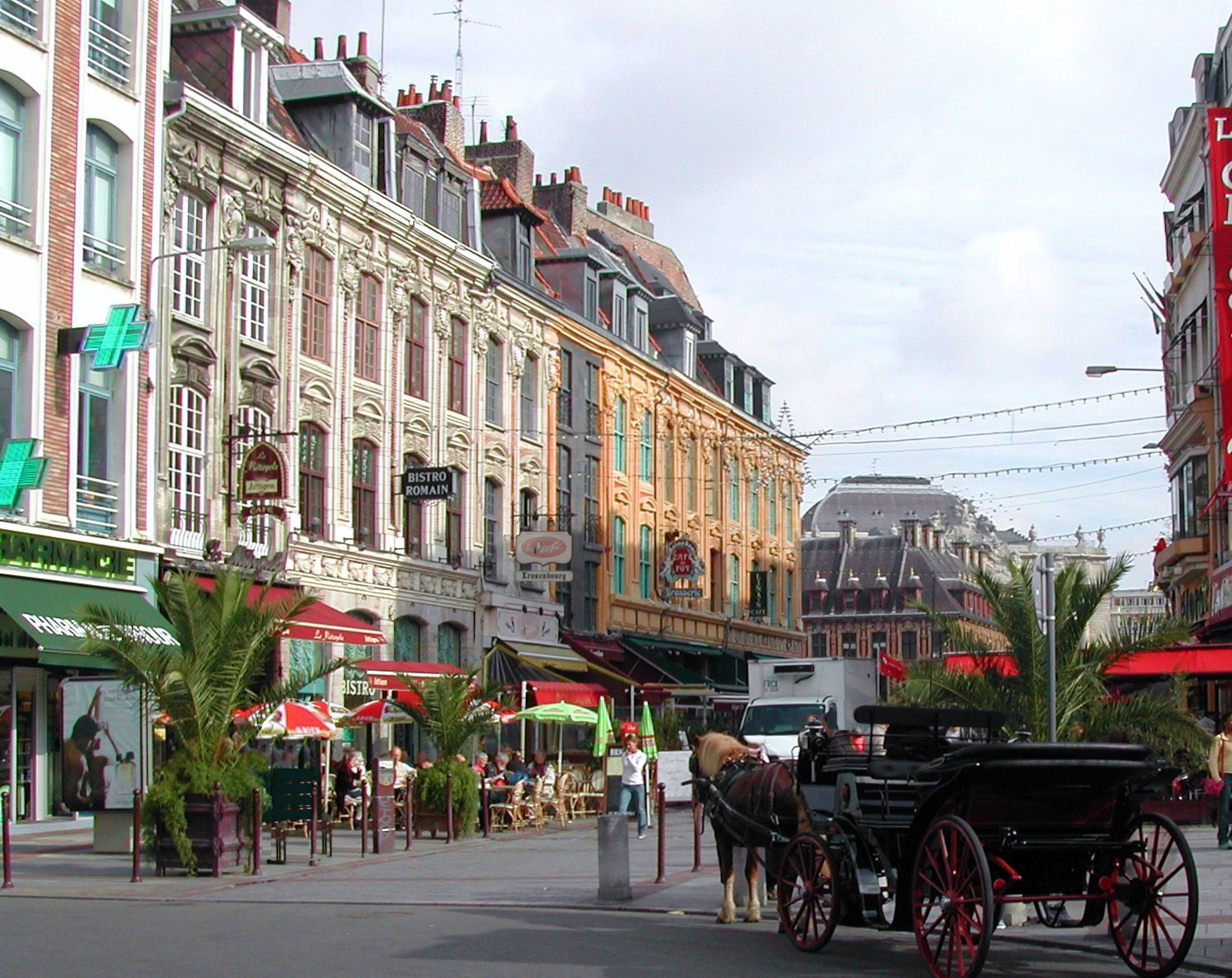
Lille 2 a 24 Rihour (PA00107709)

- Haut – A
- B
- C
- D
- E
- F
- G
- H
- I
- J
- K
- L
- M
- N
- O
- P
- Q
- R
- S
- T
- U
- V
- W
- X
- Y
- Z
- 0-9

## S
- rue du Sabot
- rue du Sac-à-dos (Hellemmes)
- rue Sadi-Carnot (Lomme)
- allée de Safed
- rue de Safed
- rue Saget (Lomme)
- rue Saint-Albin
- rue de  Saint-Amand
- rue Saint-Amé

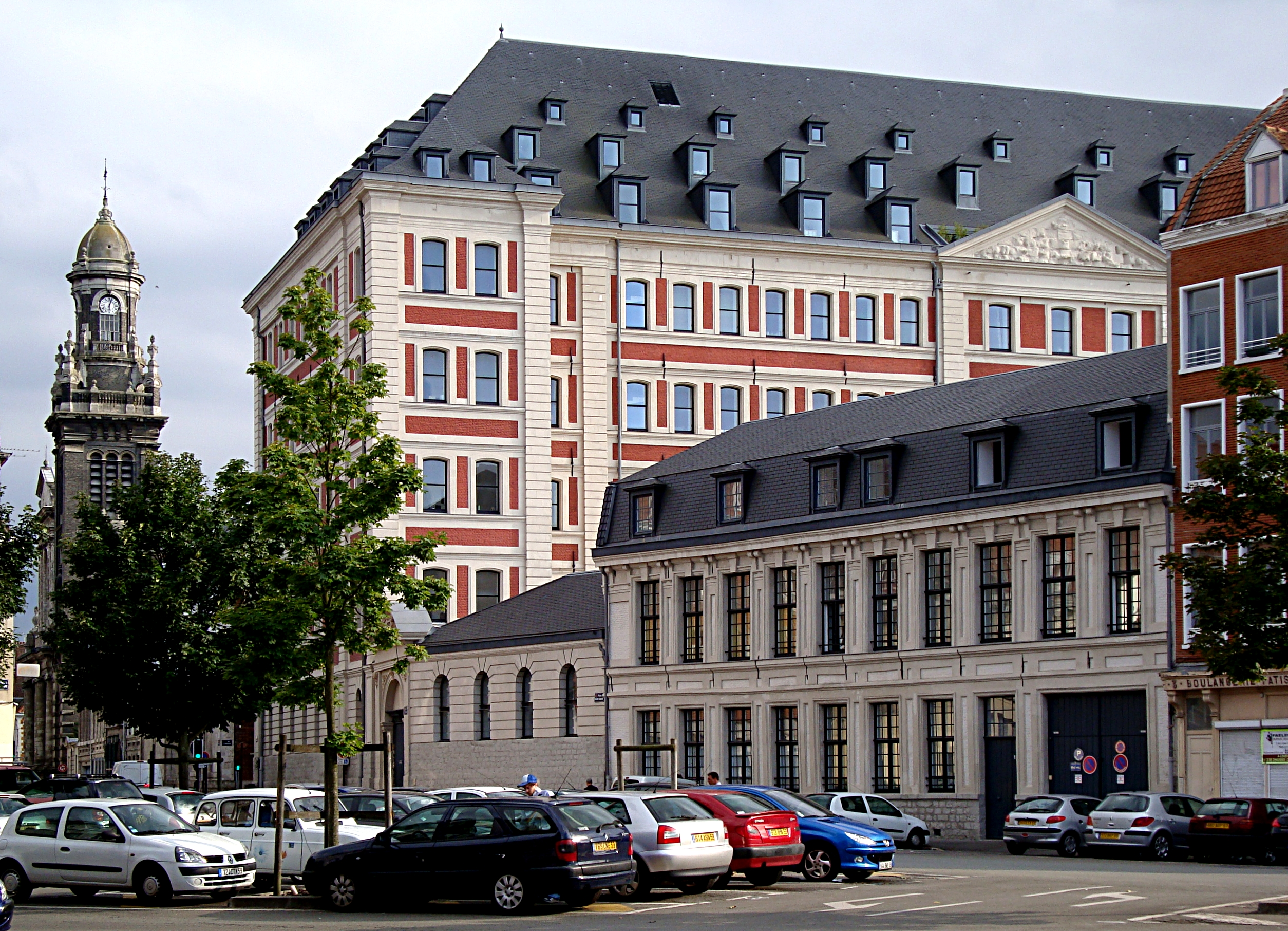
place Saint-André
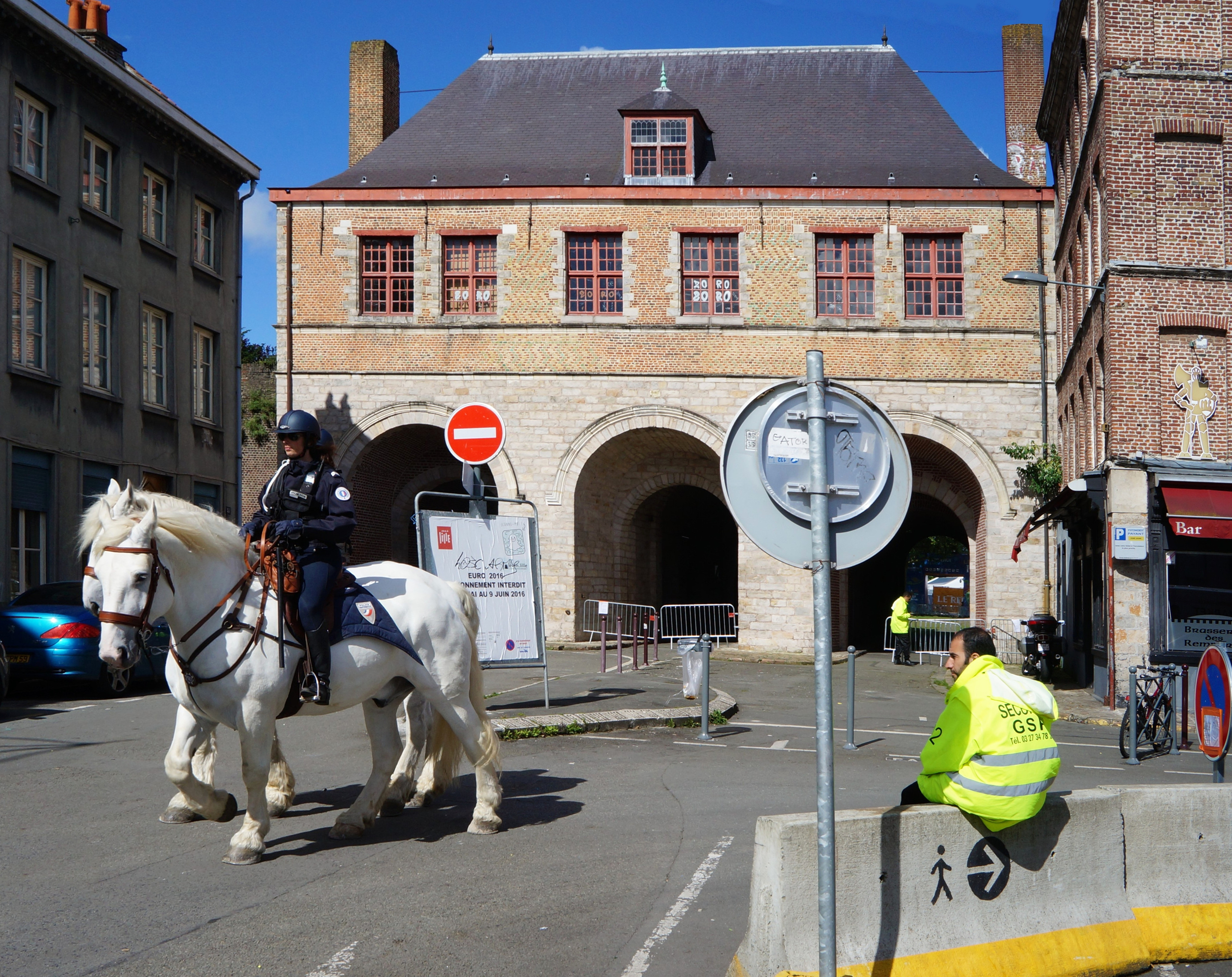
place Saint-Hubert et porte de Roubaix

- rue Saint-André
- rue Saint-Bernard
- rue Saint-Blaise
- allée Saint-Charles
- rue Saint-Druon
- impasse Saint-Éloi
- rue Saint-Éloi
- rue Saint-Éloi (Hellemmes)
- rue Saint-Étienne
- rue Saint-Firmin
- impasse Saint-Francois
- rue Saint-Francois
- rue Saint-Gabriel
- Rue Saint-Genois
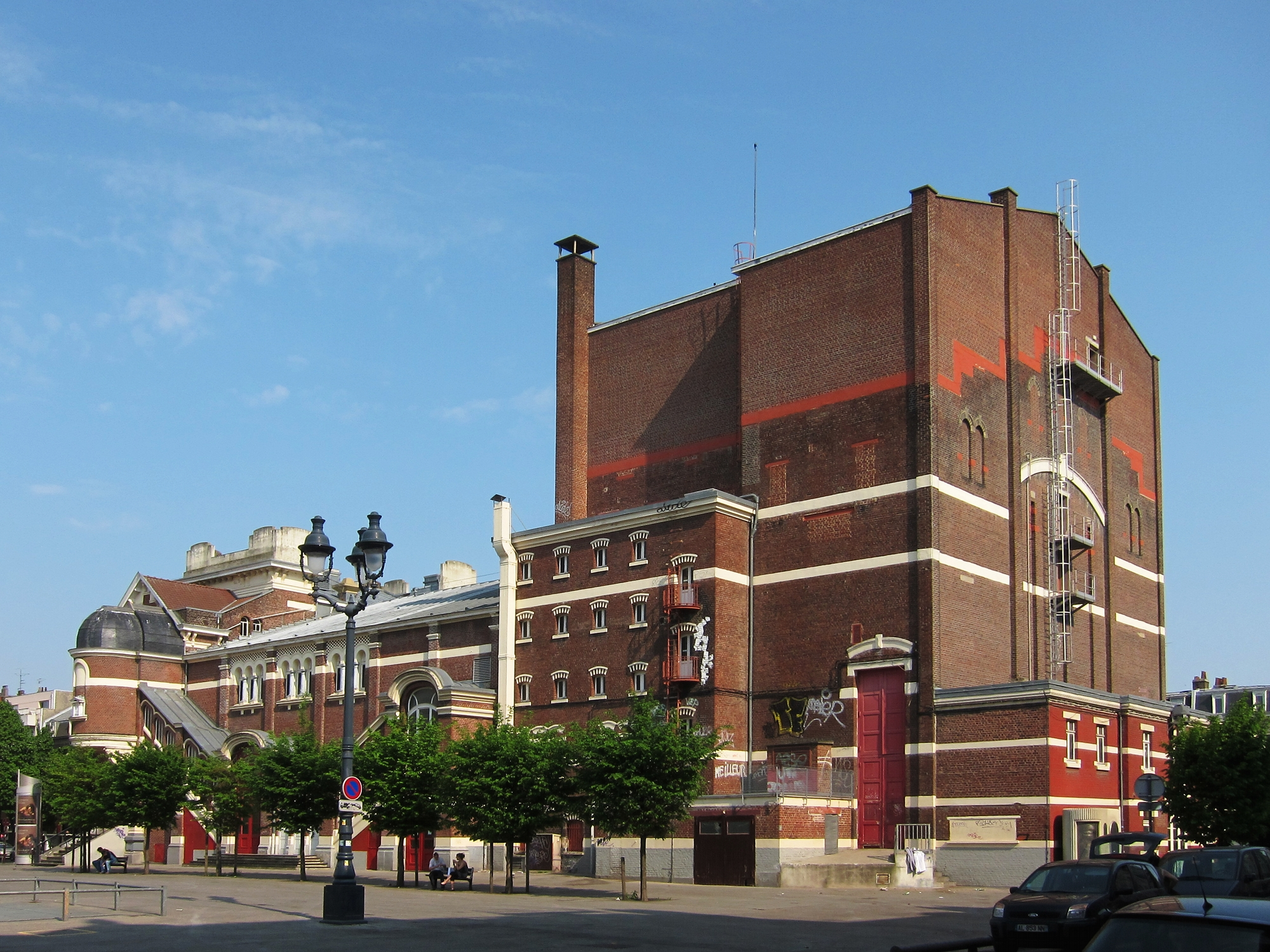
place Saint-Hubert
- rue Saint-Jacques
- rue Saint-Jean
- rue Saint-Jean-Baptiste-de-la-Salle
- allée Saint-Joseph
- impasse Saint-Joseph
- place Saint-Joseph
- rue Saint-Joseph
- rue Saint-Just
- impasse Saint-Louis
- allée Saint-Louis-du-Sénégal
- rue Saint-Luc
- rue Saint-Marc
- chemin de Saint-Martin (Lomme)
- rue Saint-Martin
- parvis Saint-Maurice
- parvis Saint-Michel
- rue Saint-Michel
- place Saint-Nicolas
- rue Saint-Nicolas
- rue de Saint-Omer
- rue Saint-Pierre-Saint-Paul
- rue de Saint-Quentin
- impasse Saint-Ruth
- rue Saint-Sauveur
- ruelle Saint-Sauveur (Hellemmes)
- rue Saint-Sébastien
- rue Saint-Simon
- rue Saint-Simon (Lomme)
- rue Saint-Vincent-de-Paul (Lomme)
- rue Sainte-Aldegonde
- rue Sainte-Anne
- rue Sainte-Barbe
- rue Sainte-Catherine
- terrasse Sainte-Catherine
- rue Sainte-Marie
- rue Salembier (Hellemmes)
- rue Salomé
- avenue Salomon
- rue Sans-Pavé
- rue des Sarrazins
- avenue des Saules (Lomme)
- impasse Scalbert
- rue Schepers
- rue Schubert
- place Sébastopol
- rue du Sec-Arembault
- rue de Seclin
- chemin de Sequedin (Lomme)
- rue des Secouristes
- rue de la Seine
- rue des Sept-Agaches
- place Simon-Vollant
- allée Simone-de-Beauvoir
- rue Simons
- rue du Soleil-Levant
- rue du Soleil-Levant (Hellemmes)
- rue de Solférino
- place de la Solidarité
- passerelle de Soubise
- rue Stappaert
- rue des Stations
- rue Stendhal (Lomme)
- rue Stephenson
- rue de  Stockholm
- boulevard de Strasbourg
- place de Strasbourg
- impasse Stricanne
- place de Suède
- rue de Suède
- rue Surcouf
- rue Sylvère-Verhulst

- place Saint-André
- place Saint-Hubert et porte de Roubaix
- place Sébastopol

- Haut – A
- B
- C
- D
- E
- F
- G
- H
- I
- J
- K
- L
- M
- N
- O
- P
- Q
- R
- S
- T
- U
- V
- W
- X
- Y
- Z
- 0-9

## T
- rue des Tanneurs
- rue des Teinturiers (Lomme)
- place du Temple
- rue des Templiers
- rue de Tenremonde
- chemin des Terres-Ocres (Lomme)
- rue Testelin (Hellemmes)
- place du Théâtre
- rue du Théâtre-de-Verdure (Hellemmes)
- rue Thénard (Lomme)
- rue Théodore-Monod (Lomme)
- impasse Thermotte (Lomme)
- impasse Thieffry
- pont de Thiers
- rue Thiers
- rue de Thionville
- rue Thomas-More (Lomme)
- rue de Thusmenil
- allée des Tilleuls (Lomme)
- place des Tisserands (Hellemmes)
- rue des Tisserands (Lomme)
- allée de la Tortue (Lomme)
- rue de Toul
- square Toulouse-Lautrec
- pont de Tournai
- rue de Tournai
- rue des Tours
- rue de Tourville
- allée du Train-de-Loos
- rue du Train-de-Loos (Lomme)
- rue du Traioté-de-Rome (Lomme)
- rue de la Tranquillité
- rue des Travailleurs (Hellemmes)
- rue Traversière
- rue de Trévise
- rue Tribourdeau (Hellemmes)
- passage des Trois-Anguilles
- rue des Trois-Couronnes
- rue des Trois-Mollettes
- allée des Tuileries
- rue des Tulipiers (Lomme)
- rue de Turenne
- rue Turgot
- rue Turgot (Hellemmes)
- boulevard de Turin

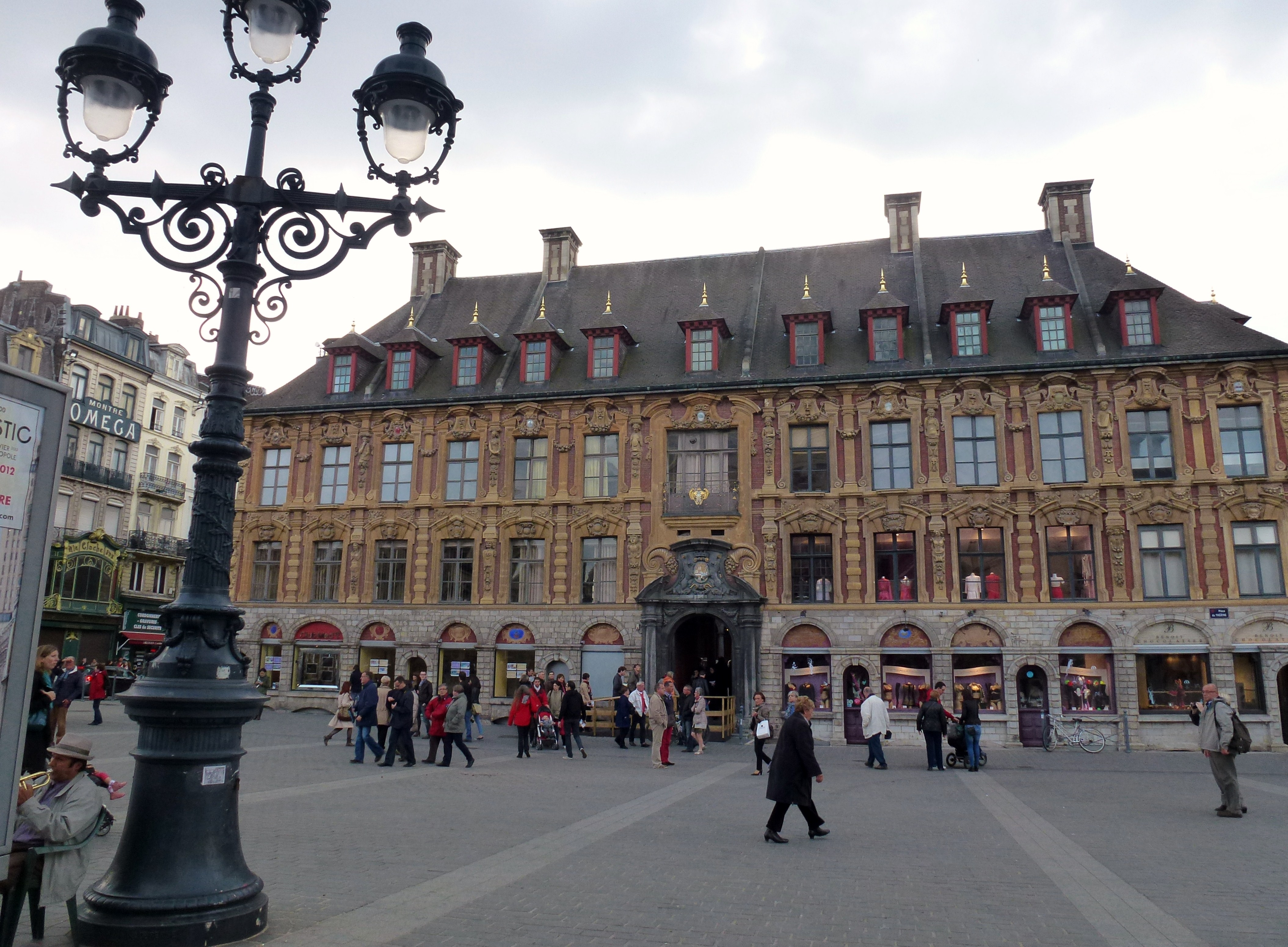
Lille, la Vieille Bourse place du théâtre (PA00107639)

- Haut – A
- B
- C
- D
- E
- F
- G
- H
- I
- J
- K
- L
- M
- N
- O
- P
- Q
- R
- S
- T
- U
- V
- W
- X
- Y
- Z
- 0-9

## U
- rue des Urbanistes
- boulevard de l'Usine

- Haut – A
- B
- C
- D
- E
- F
- G
- H
- I
- J
- K
- L
- M
- N
- O
- P
- Q
- R
- S
- T
- U
- V
- W
- X
- Y
- Z
- 0-9

## V
- chemin des Vachers
- rue du Vaisseau-le-Vengeur
- rue de Valenciennes
- place de Valladolid
- rue de Valmy
- rue Vanacker (Hellemmes)
- rue Van-Den-Heede
- rue Vanderstraeten (Hellemmes)
- rue Van-Dyck
- rue Van-Gogh (Lomme)
- rue Van-Hende
- rue Van-Oost
- impasse Van-Wanterghem
- place Vanhoenacker
- rue Vantroyen
- rue Vasseur (Lomme)
- boulevard Vauban
- rue Vaucanson
- rue Verdi
- allée de Verdun (Hellemmes)
- boulevard de Verdun
- place de Verdun
- rue de Verdun (Lomme)
- rue Vergniaud
- avenue Verhaeren
- rue Verlaine
- rue Véronèse
- rue du Vert-Bois
- rue Verte (Hellemmes)
- rue Viala
- rue des Vicaires
- rue Victor-Allard (Lomme)
- rue Victor-Crepin (Lomme)
- rue Victor-Derode
- rue Victor-Duruy
- boulevard Victor-Hugo
- rue Victor-Hugo (Hellemmes)
- rue Victor-Hugo (Lomme)
- rue Victor-Martel (Lomme)
- rue Victor-Renard
- rue Victor-Schoelcher
- rue Victor-Tilmant
- rue Vieille (Lomme)
- rue de la Vieille-Aventure
- rue de la Vieille Comédie
- rue du Vieux Faubourg
- place du Vieux-Marché-aux-Chevaux
- rue du Vieux-Moulin
- rue des Vieux Murs
- rue de la Vignette
- impasse des Vikings
- impasse Vilain
- impasse Villa-Lesay
- rue des Villas (Lomme)
- rue de la Ville-de-Naumburg (Hellemmes)
- rue de la Vinaigrerie
- rue Vincent-Auriol (Lomme)
- rue du Vingtième-Siècle
- impasse des Vinettiers (Hellemmes)
- rue du Vingtième-Siècle (Lomme)
- rue Violette
- rue Virginie-Ghesquière
- rue Volta
- rue Voltaire
- rue Voltaire (Hellemmes)
- rue Voltaire (Lomme)

- Haut – A
- B
- C
- D
- E
- F
- G
- H
- I
- J
- K
- L
- M
- N
- O
- P
- Q
- R
- S
- T
- U
- V
- W
- X
- Y
- Z
- 0-9

## W
- rue de Wagram
- square Wannoschot
- rue Watteau
- rue de Wattignies
- chemin des Wattinettes (Lomme)
- rue des Wattinettes (Lomme)
- quai du Wault
- rue de Wazemmes
- rue de Weppes
- avenue Willy Brandt
- rue Winckelmabs  (Lomme)
- avenue Winston Churchill
- rue Winston-Churchill (Lomme)
- rue Wulverick (Lomme)

- Haut – A
- B
- C
- D
- E
- F
- G
- H
- I
- J
- K
- L
- M
- N
- O
- P
- Q
- R
- S
- T
- U
- V
- W
- X
- Y
- Z
- 0-9

## 0-9
- rue du 11 novembre 1918 (Hellemmes)
- rue du 14 juillet (Hellemmes)
- passage des 4 vents
- avenue du 43e Régiment d'infanterie
- rue du 8 mai 1945 (Hellemmes)

- Haut – A
- B
- C
- D
- E
- F
- G
- H
- I
- J
- K
- L
- M
- N
- O
- P
- Q
- R
- S
- T
- U
- V
- W
- X
- Y
- Z
- 0-9